# 北区 (神戸市)
北区（きたく）は、神戸市を構成する9行政区の一つで、同市の北東部、六甲山の北側から西側に位置する。

## 概要
面積は神戸市全体の約43%を占めるが、神戸市の区の中では人口密度が最も低い。特に北部の旧有馬郡および淡河町の地域は北神と呼ばれる。

## 地理
- 山：六甲山、再度山、丹生山、帝釈山、稚児ヶ墓山、金剛童子山、丸山、石楠花山、水晶山 ※左記以外にも山が多くある。
- 河川：武庫川、山田川（志染川）、淡河川、箕谷川、有馬川、有野川、八多川、長尾川、烏原川、天王谷川（湊川）
- 湖沼：つくはら湖

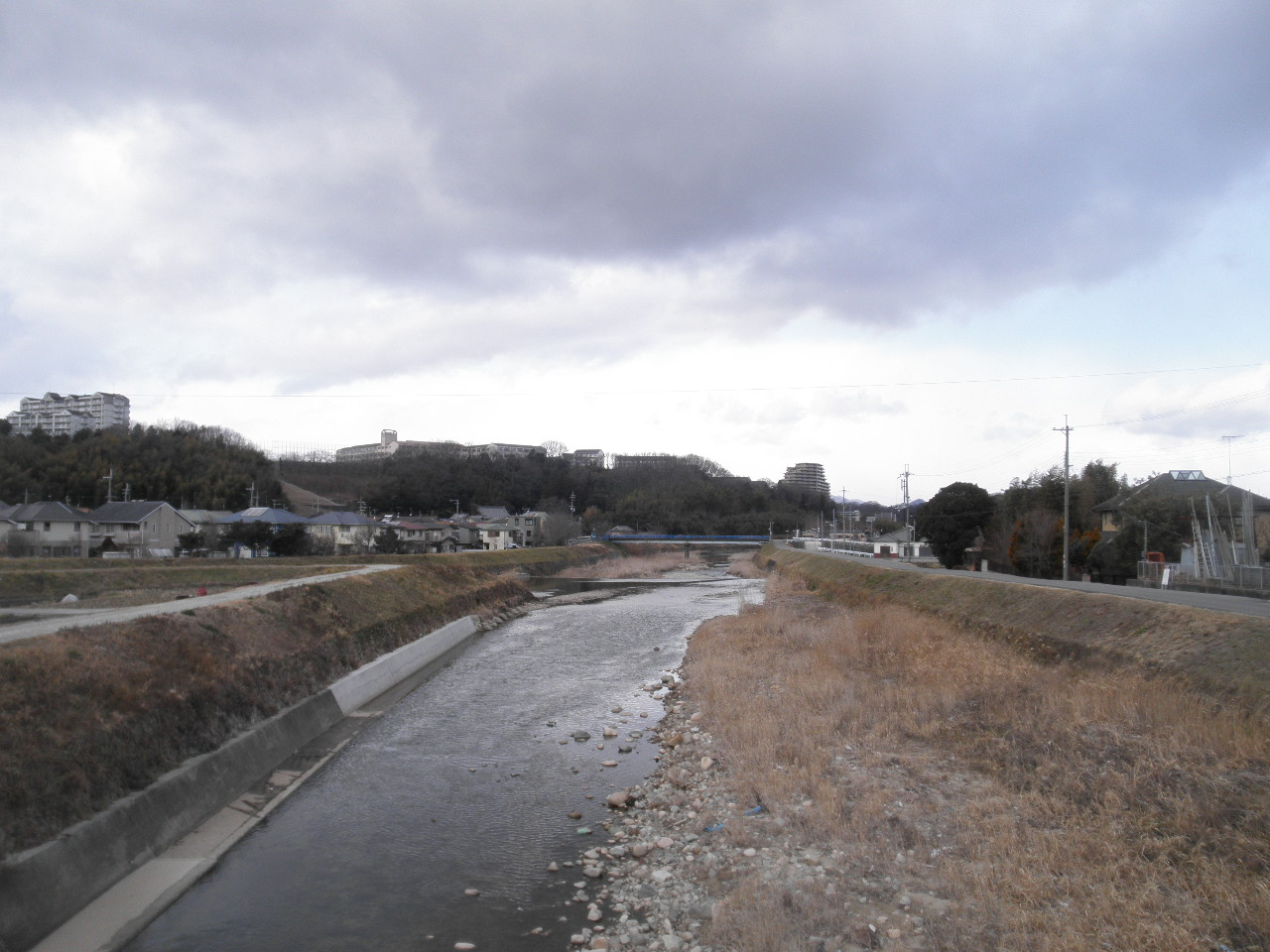
道場町日下部で撮影 （有野川）
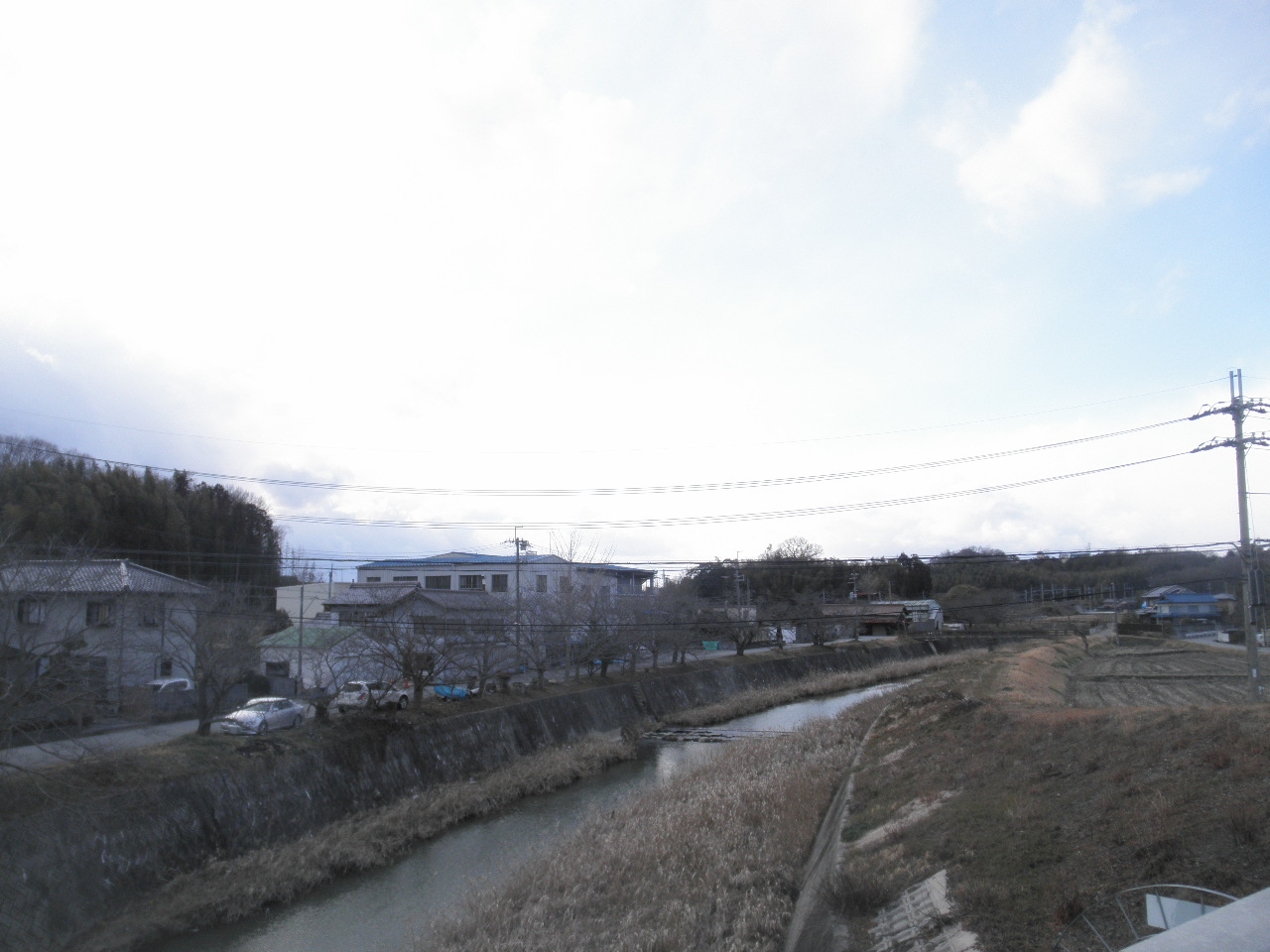
長尾町宅原で撮影 （長尾川）
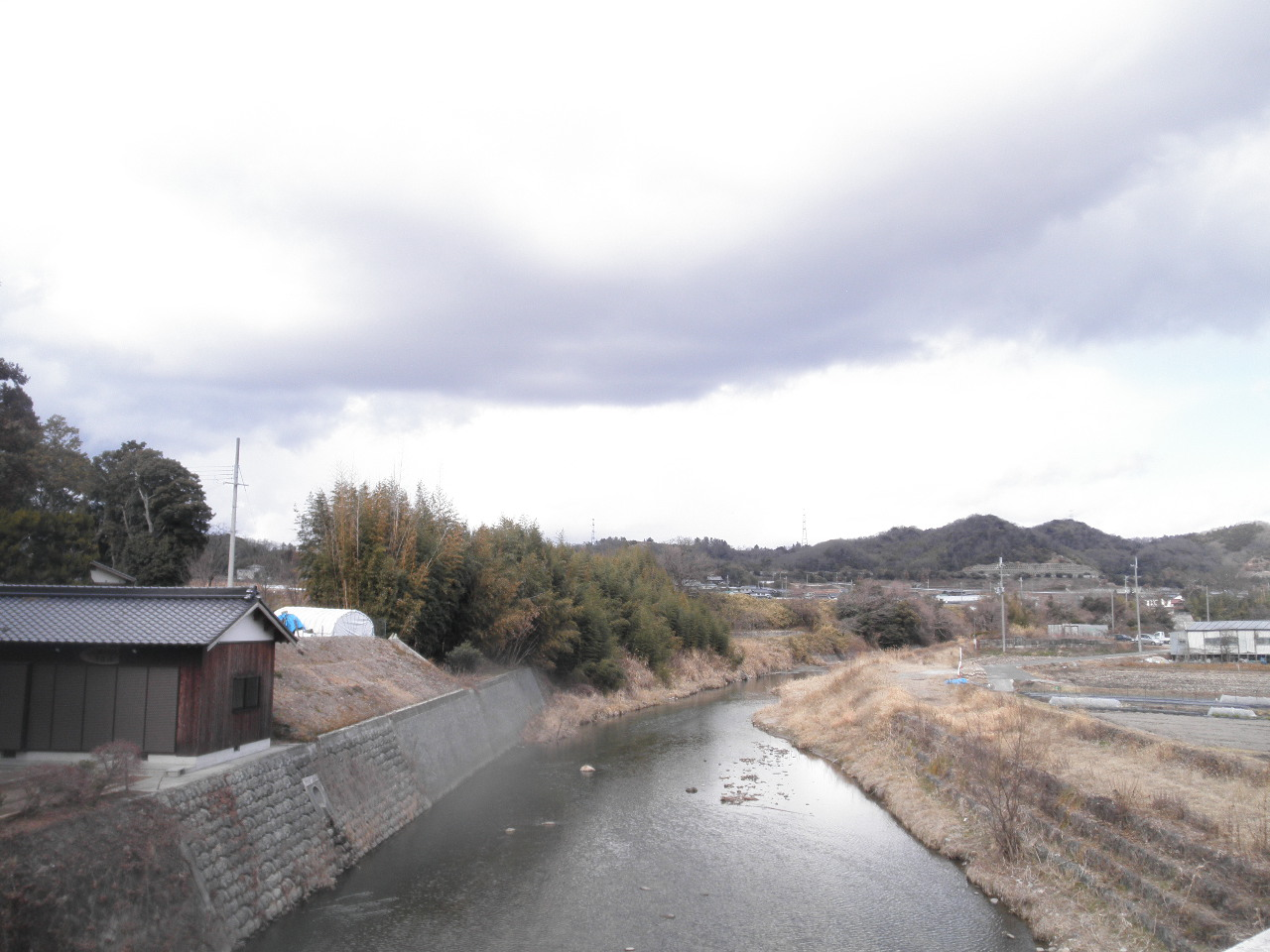
淡河町勝雄で撮影 （淡河川）

### 隣接している自治体・行政区
- 神戸市（東灘区、灘区、中央区、兵庫区、長田区、須磨区、西区）
- 宝塚市
- 西宮市（山口地域、名塩地区）
- 芦屋市
- 三田市
- 三木市

## 歴史

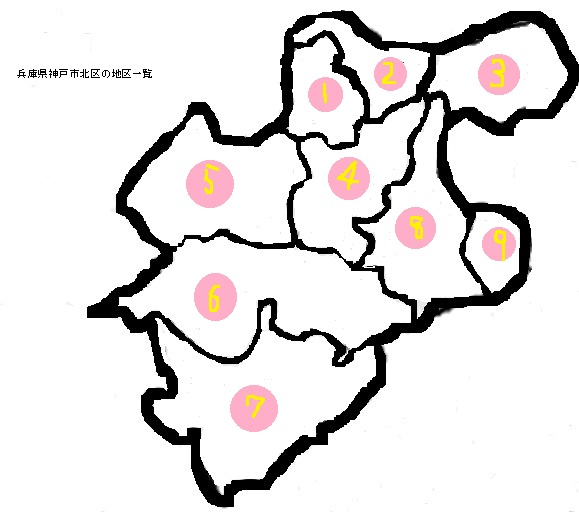
1.大沢地区 2.長尾地区 3.道場地区 4.八多地区 5.淡河地区 6.山田地区 7.鈴蘭台地区 8.有野地区 9.有馬地区

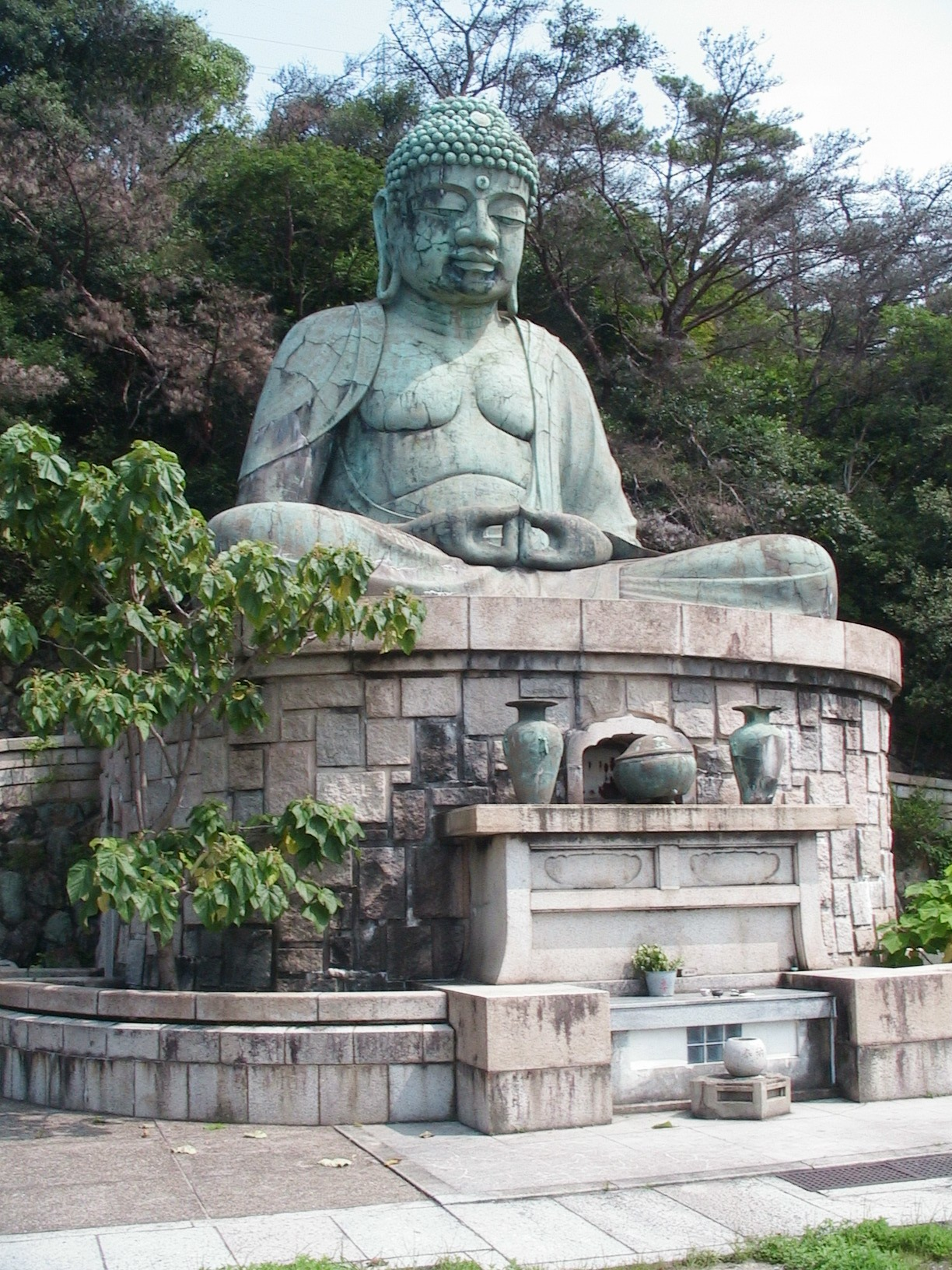
神戸市内では2体しかない大仏「鵯越大仏」（神戸市立鵯越墓園、山田町）1932年（昭和7年）12月3日に京都の大覚寺門跡導師により開眼

神戸市中心部の人口収容能力が限界に達しつつあったため、六甲山の後背地を合併して兵庫区に編入し、1973年（昭和48年）8月1日に兵庫区から人口増加のために分区された。分区当初の人口は116,739人であったが、神戸電鉄の沿線に沿って古くからベッドタウン化が著しく、人口増加が長期にわたって続いたため現在の人口は分区当初の約1.8倍に達している。

### 沿革
- 1947年（昭和22年）3月1日 - 武庫郡山田村・有馬郡有馬町・有野村が神戸市（兵庫区）に編入。
- 1951年（昭和26年）7月1日 - 有馬郡道場村・八多村・大沢村が神戸市（兵庫区）に編入。
- 1955年（昭和30年）10月15日 - 有馬郡長尾村が神戸市（兵庫区）に編入。
- 1958年（昭和33年）2月1日 - 美嚢郡淡河村が神戸市（兵庫区）に編入。
- 1973年（昭和48年）8月1日 - 兵庫区のうち旧武庫郡山田村および旧有馬郡、旧美嚢郡の地域に北区を設置。
- 1974年（昭和49年）12月4日 - 北区民センター内に図書室を開設。
- 1982年（昭和57年）4月1日 - 北区民センター図書室が北図書館に昇格。
- 1986年（昭和61年）11月 - 区の花が「スズラン」と「キク」に決定。
- 1987年（昭和62年）2月 - 区の花のシンボルマークが決定。
- 1993年（平成5年） - 北神行政サービスセンターを設置[2]。
- 1995年（平成7年）
  - 1月17日 - 阪神・淡路大震災発生（区内：死者12人、全半壊3,357戸）。
  - 12月26日 - 北図書館北神分館が開館。
- 1998年（平成10年）6月 - 有馬・道場・八多・大沢・長尾・淡河の出張所が連絡所に機能転換[2]。
- 2003年（平成15年）4月 - 政令指定都市初の道の駅として道の駅淡河が完成[6]。
- 2011年（平成23年）6月 - 北神区民センター設置。
- 2017年（平成29年）4月 - 北神出張所（北神行政サービスセンター）が北神支所に昇格。
- 2018年（平成30年）9月25日 - 北区役所が移転。
- 2019年（平成31年）
  - 4月1日 - 北神支所が同等の「北神区役所」に昇格し、1区2区役所となる。
  - 4月23日 - 北図書館北神分館が北神図書館に昇格[7]。

## 人口
- 1975年　135,691
- 1980年　164,714
- 1985年　177,221
- 1990年　198,443
- 1995年　230,473
- 2000年　225,184
- 2005年　225,945
- 2010年　226,836
- 2015年　219,805
- 2020年　210,492

## 北区の地区

### 本区地区

#### 鈴蘭台地区

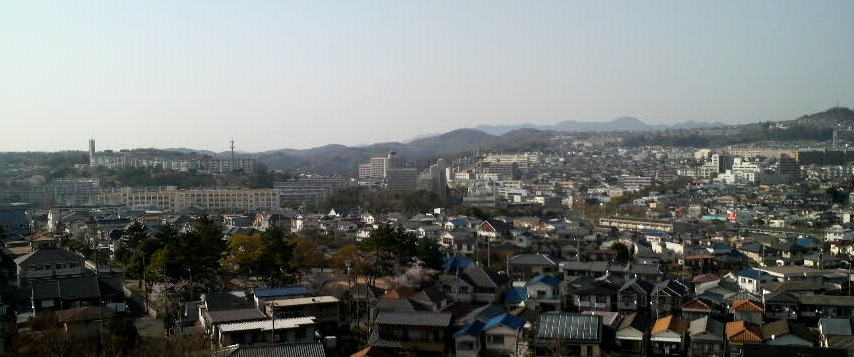
鈴蘭台地区の街並み（君影町で撮影）

区の南部に位置し、神戸市全体のほぼ中央に位置する。1930年ごろから別荘地としての開発、1960年ごろから神戸市中心部のベッドタウンとして開発が進められ、神戸電鉄鈴蘭台駅があり、その沿線を中心に開発が進められてきた。また、教育・公共・商業施設が集中している。旧山田村域。

#### 山田地区

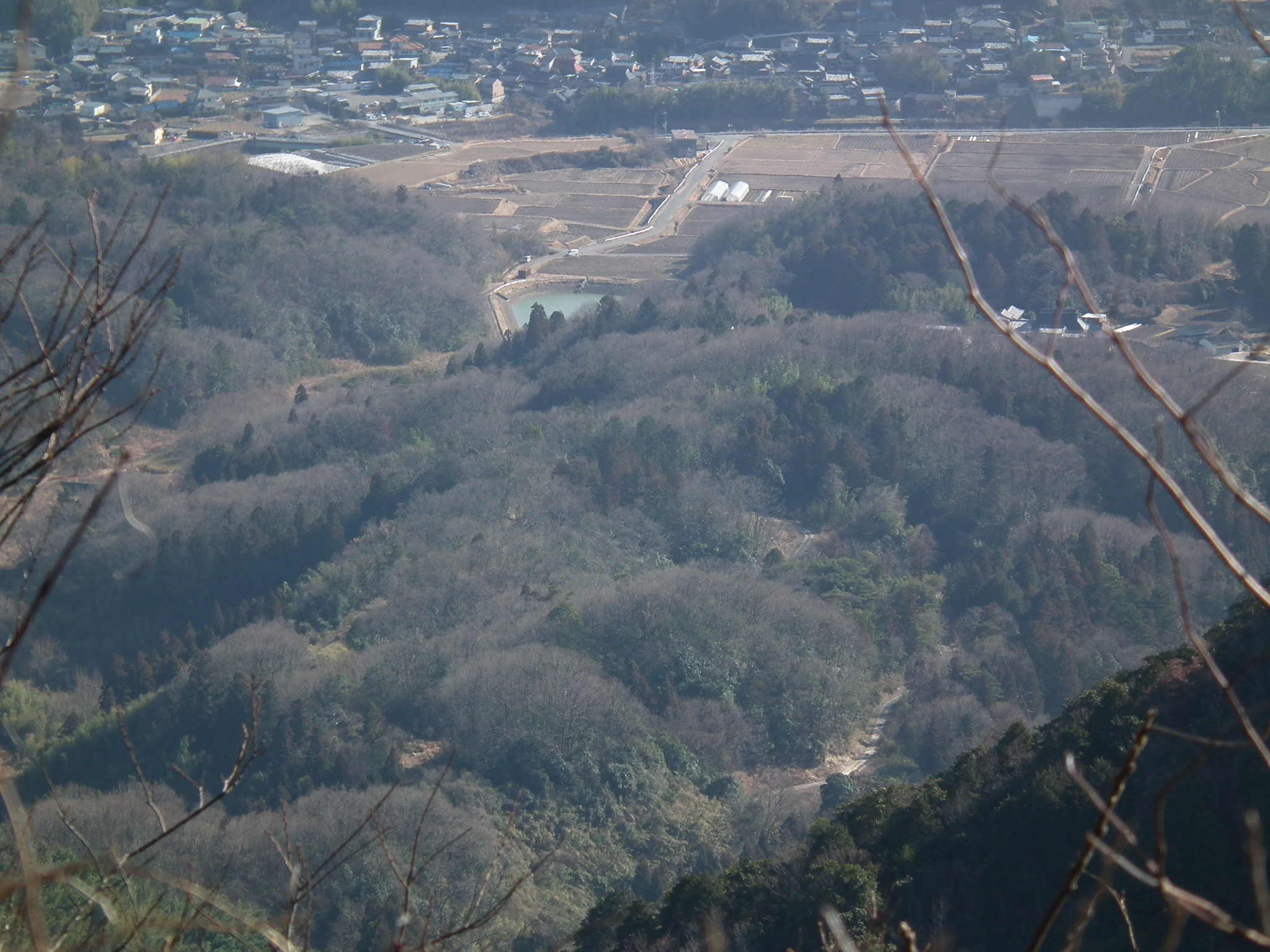
丹生山系に守られ豊かな里山を残す山田町

区の西南部に位置しており、三木市と接する。六甲山・丹生山・帝釈山の麓に山田川が流れており、その流域に街が広がる。また、国道428号・神戸市中心部を結ぶ、新神戸トンネル・神戸市営地下鉄北神線があり、交通の中心地である。

### 北神地区

#### 有野地区
「北神」の玄関口であり、区の中東部に位置し、西宮市山口地域と隣接している。神戸電鉄有馬線・三田線・阪神高速7号北神戸線の沿線に位置しており、ニュータウンが広がる。

#### 有馬地区

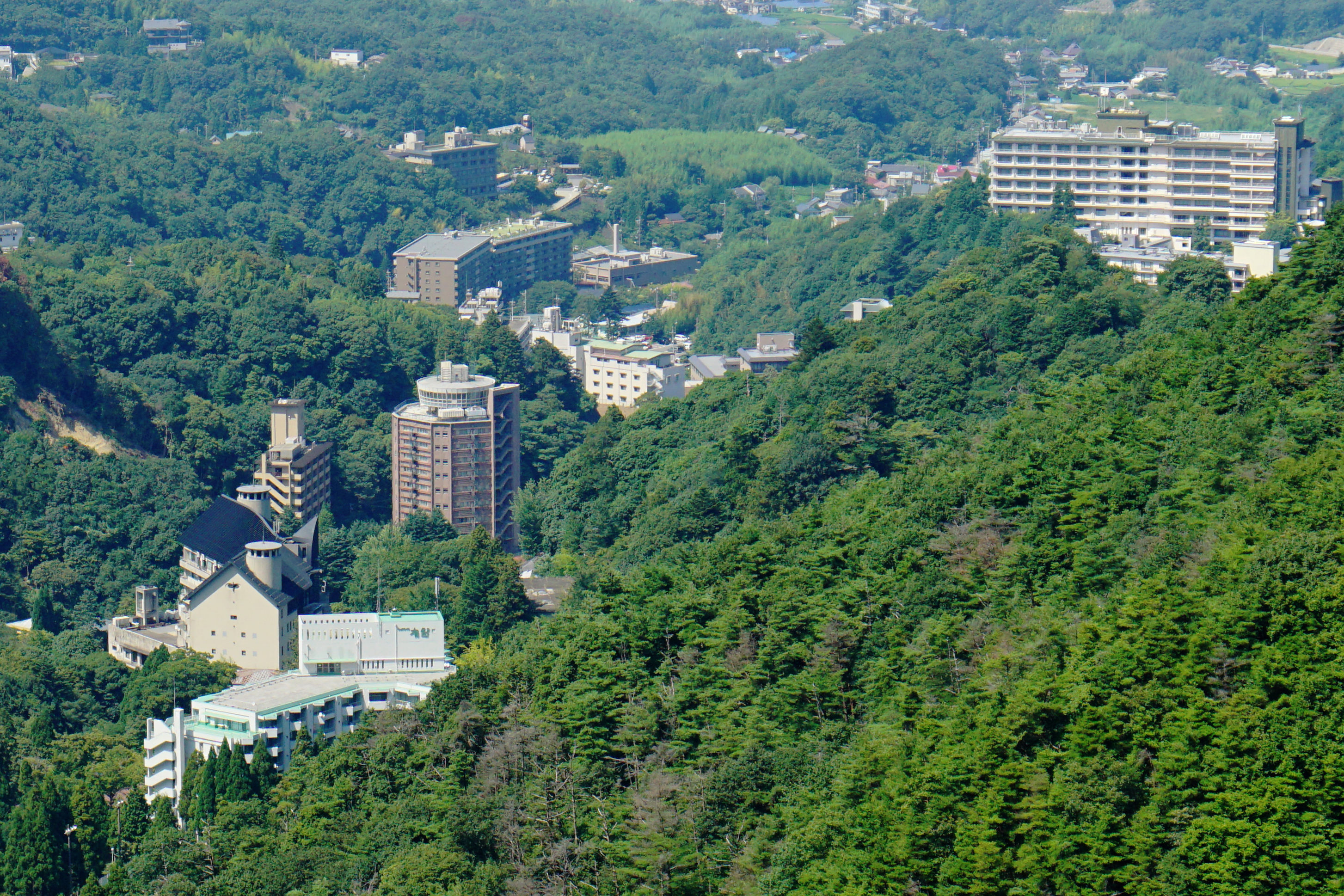
有馬地区俯瞰

区の東部に位置しており、西宮市山口地域と接している。有馬温泉を中心にして街があり、観光を主な産業にしている地区である。
| 郵便番号 | 大字名 |
| -------- | ------ |
| 651-1401 | 有馬町 |

#### 八多地区

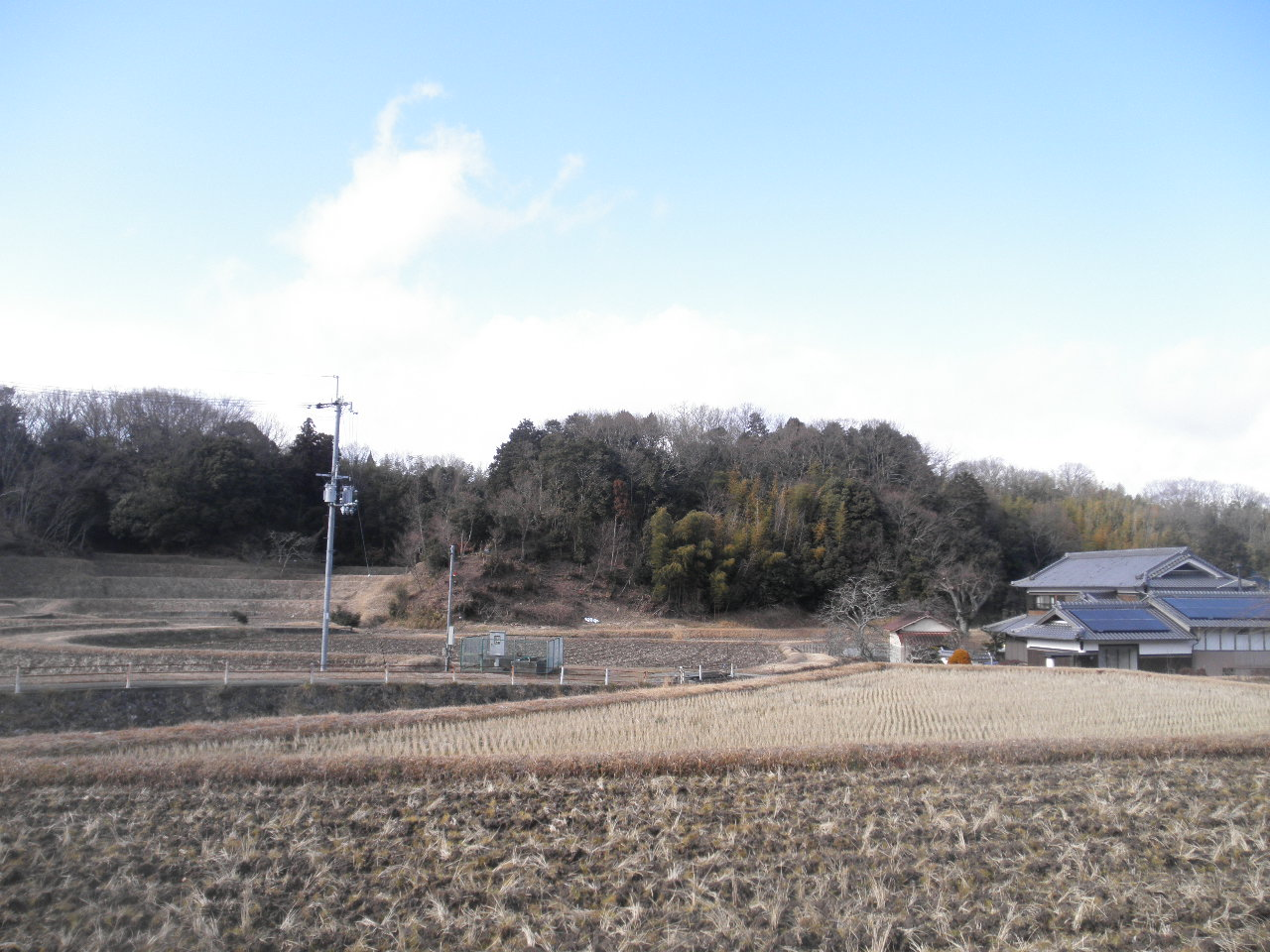
八多地区の街並み（八多町深谷で撮影）

区の中部に位置し、北東側を除く三方を山に囲まれ、南北に細長く八多川・屏風川沿いに集落が広がる。

#### 道場地区

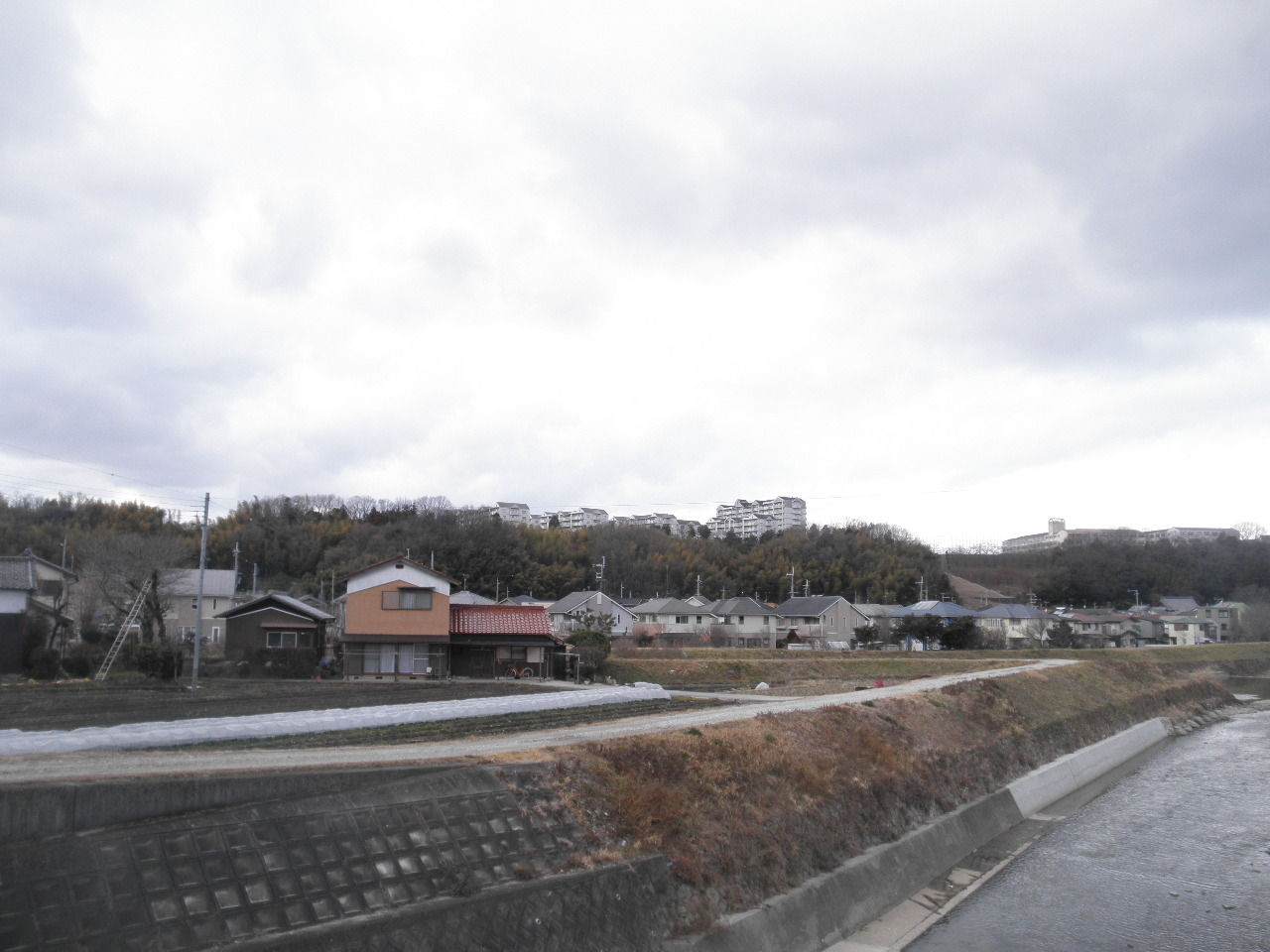
道場地区の街並み（道場町日下部で撮影）

区内の北東部に位置しており、三田市・西宮市・宝塚市に隣接しており、武庫川・有馬川沿いに集落が広がる。また、字道場と日下部は宿場町であった。道場地区のうち生野高原住宅地は神戸市側からのアクセス道路がなく、西宮市の名塩地区からのみ出入りが可能。小中学校も西宮市立北六甲台小学校および西宮市立山口中学校の通学区域となる。

#### 長尾地区

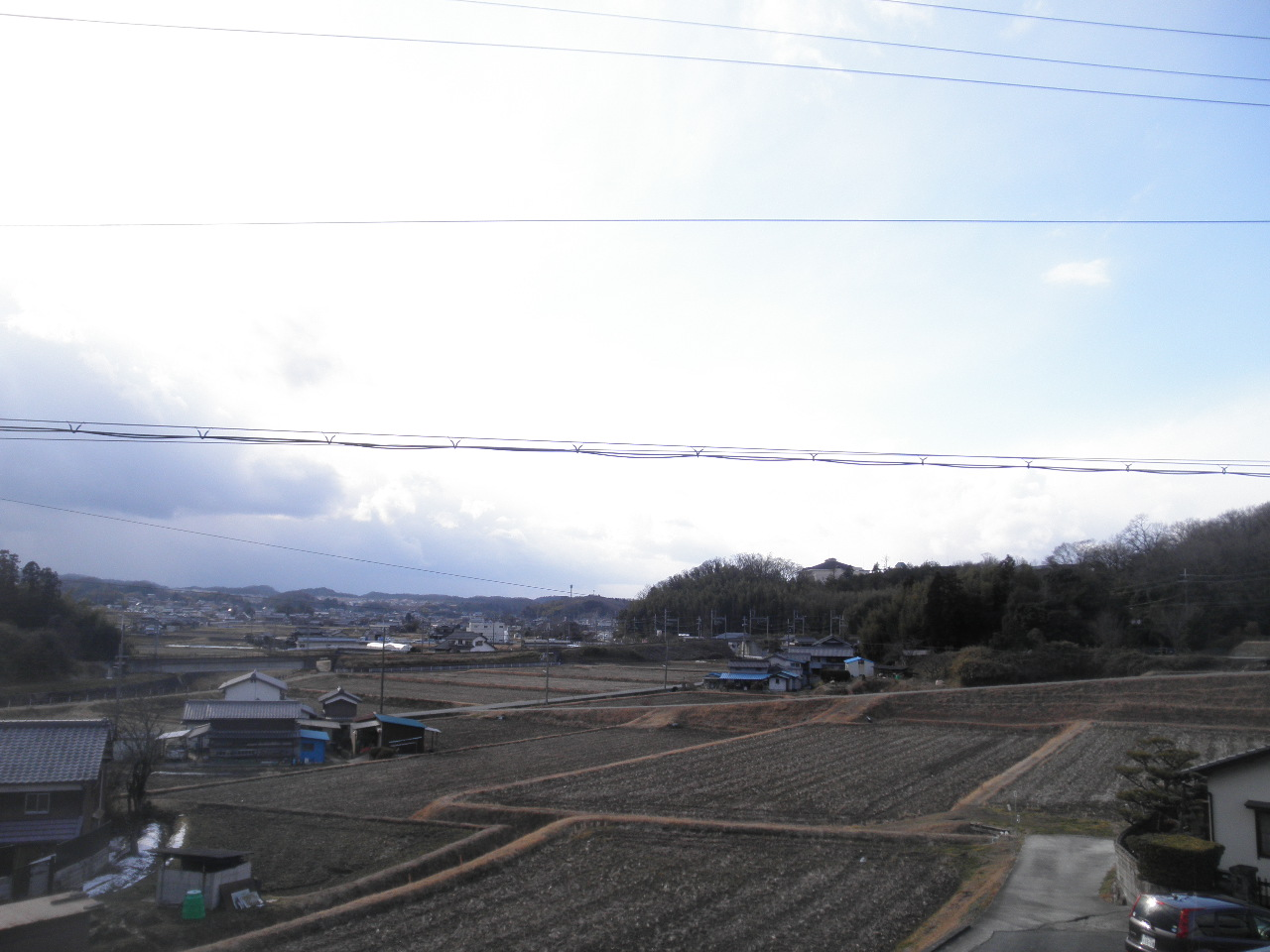
長尾町の街並み（長尾町宅原）

区の最北部に位置し、三田市、三木市と接する。文化財が残る田園地帯であったが、神戸三田国際公園都市（神戸リサーチパーク）の開発により、大阪・神戸のベッドタウンとして発展した。また、イオンモール神戸北・神戸三田プレミアムアウトレットなどの大規模商業施設・工業団地が立地している。

#### 大沢地区

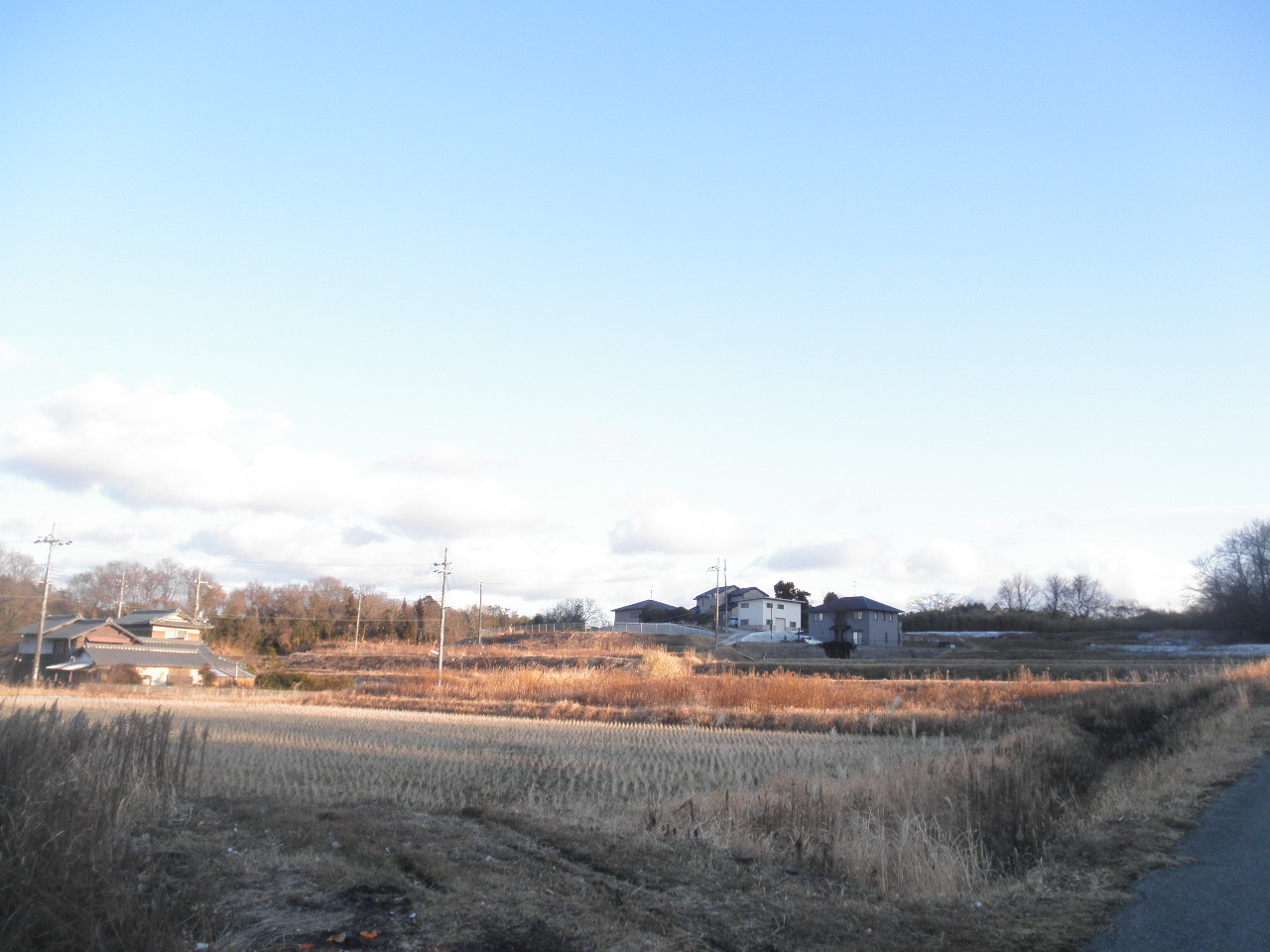
大沢地区の街並み（大沢町市原で撮影）

読みはおおぞう。区の北部に位置しており、三木市と接する田園地帯であり、大沢川・善入川沿いに集落が広がる。

#### 淡河地区

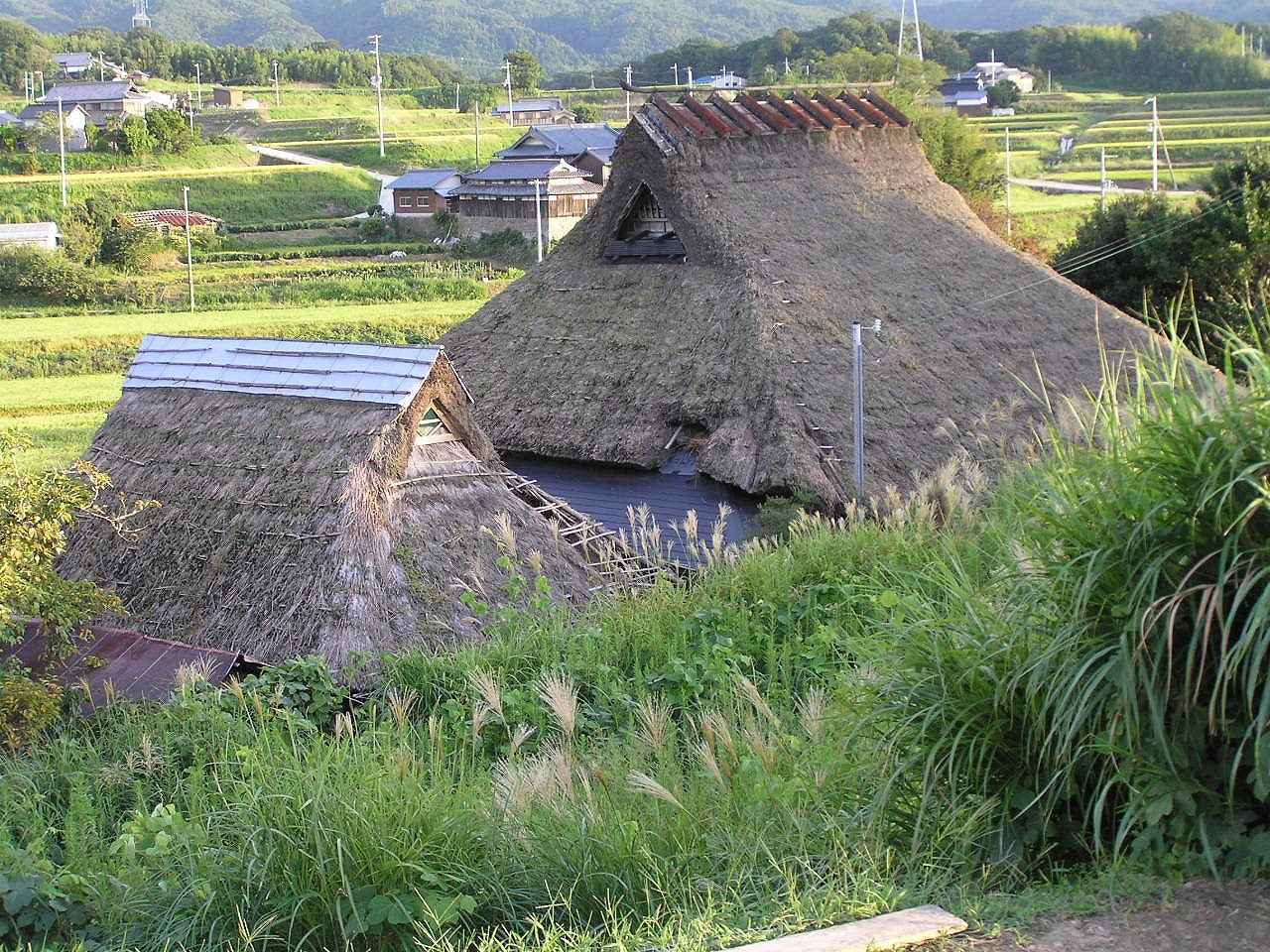
淡河町の街並み（淡河町北僧尾で撮影）

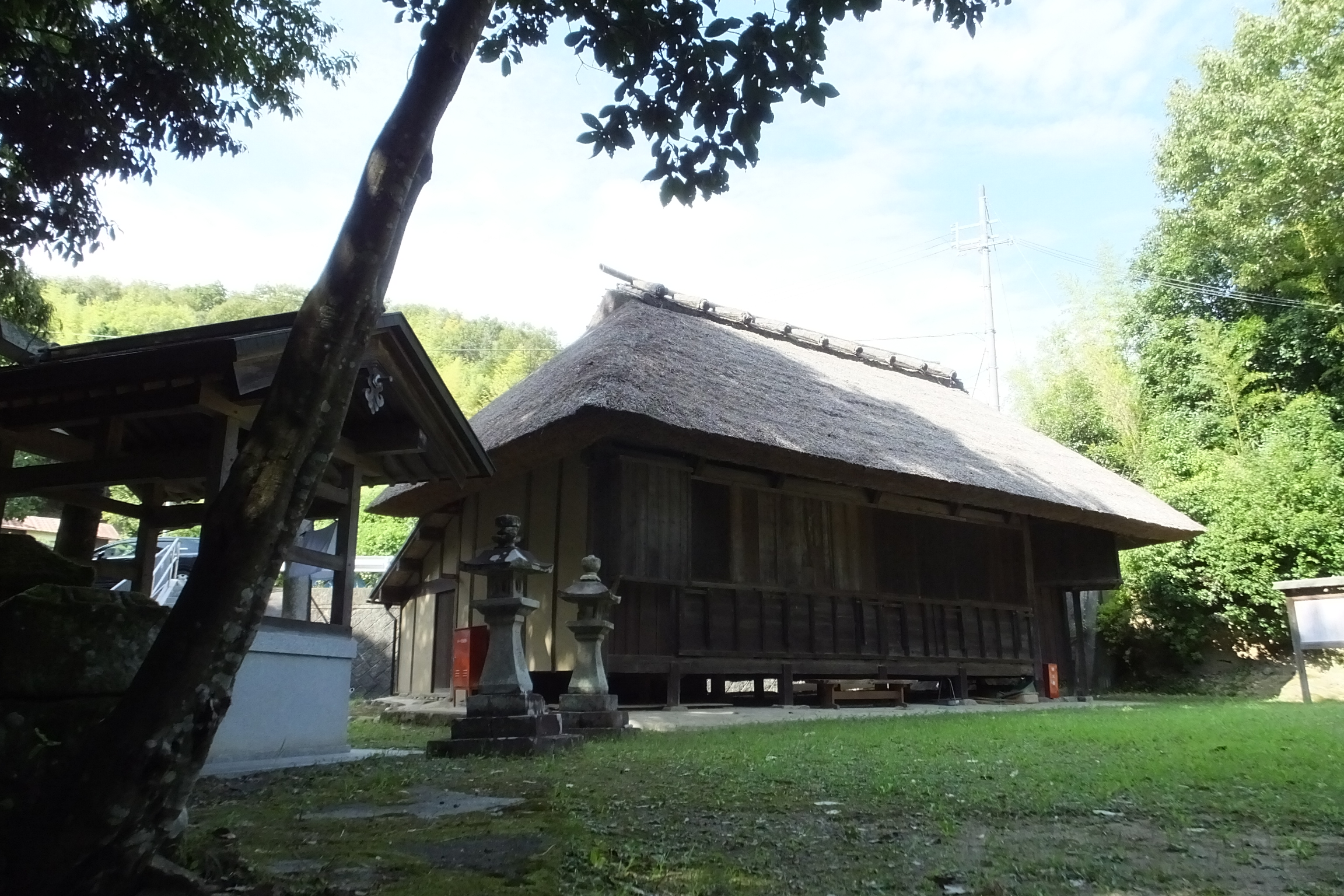
北僧尾農村歌舞伎舞台

読みはおうご。区の中西部に位置しており、三木市と接する。丹生山・帝釈山の麓に淡河川が流れ、その流域沿いに集落が広がり、古くは湯の山街道の宿場町であった。

## 行政
2019年（平成31年）4月、北区役所の下部組織であった北神支所が区役所と同等の権限を持つ北神区役所に昇格した。行政区を分割せずに1つの区内で2つの区役所が併存するのは、全国的にも珍しいケースである。
本区
- 北区役所
  - 山田出張所

北神
- 北神区役所
  - 有馬出張所
  - 八多出張所
  - 道場出張所
  - 長尾出張所
  - 大沢出張所
  - 淡河出張所

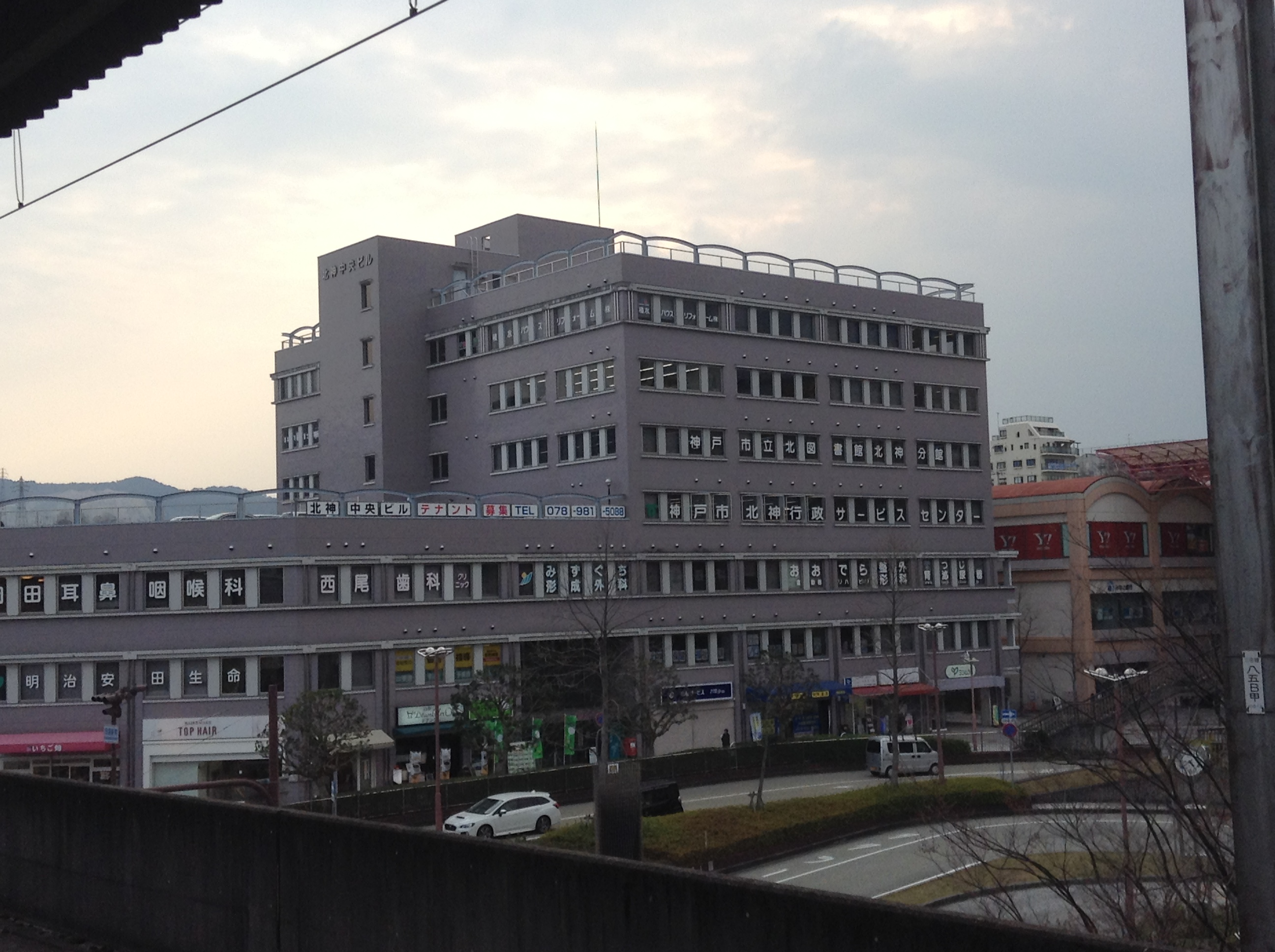
北神区役所 （北神中央ビル1・2・4・5階）
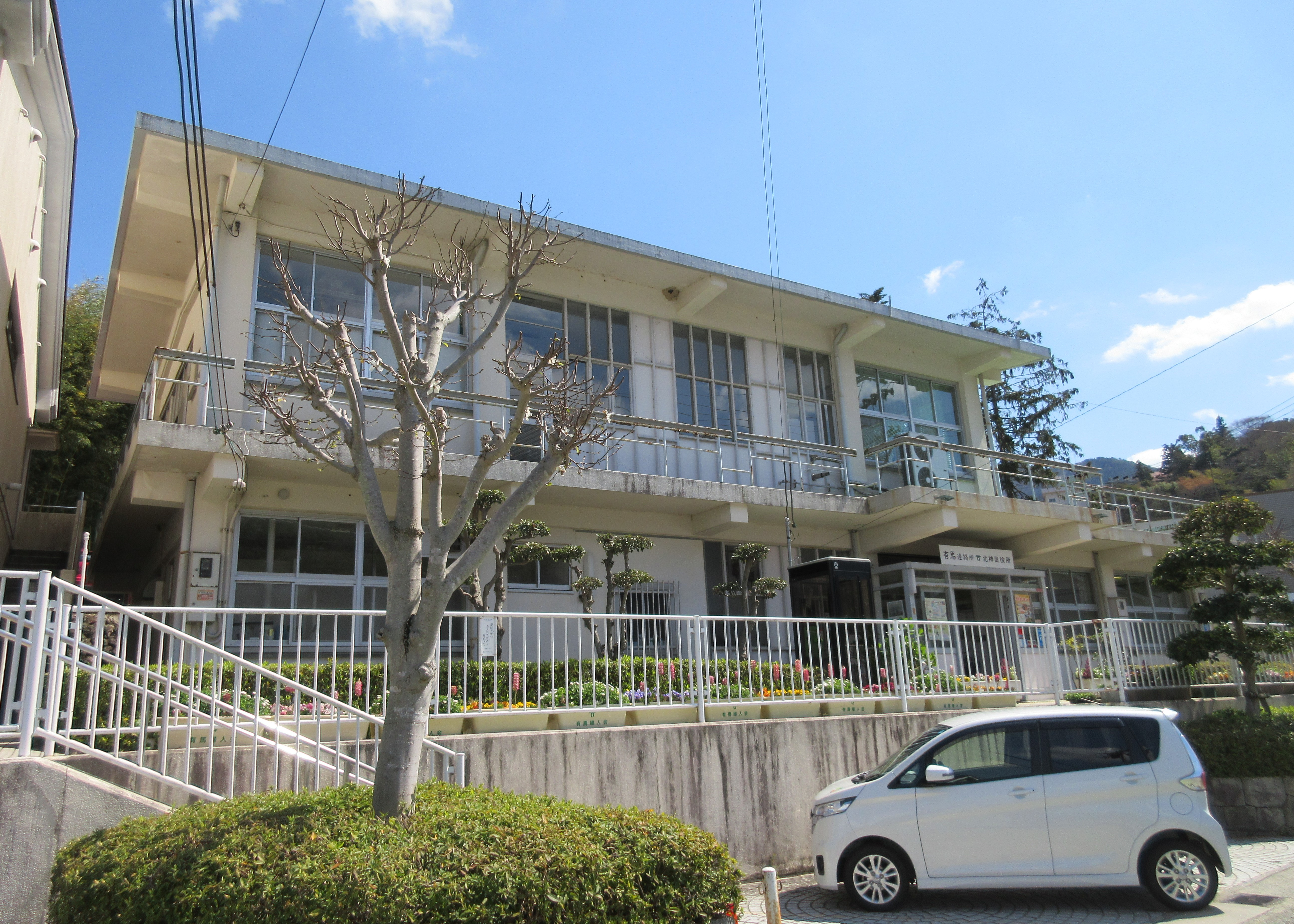
有馬出張所
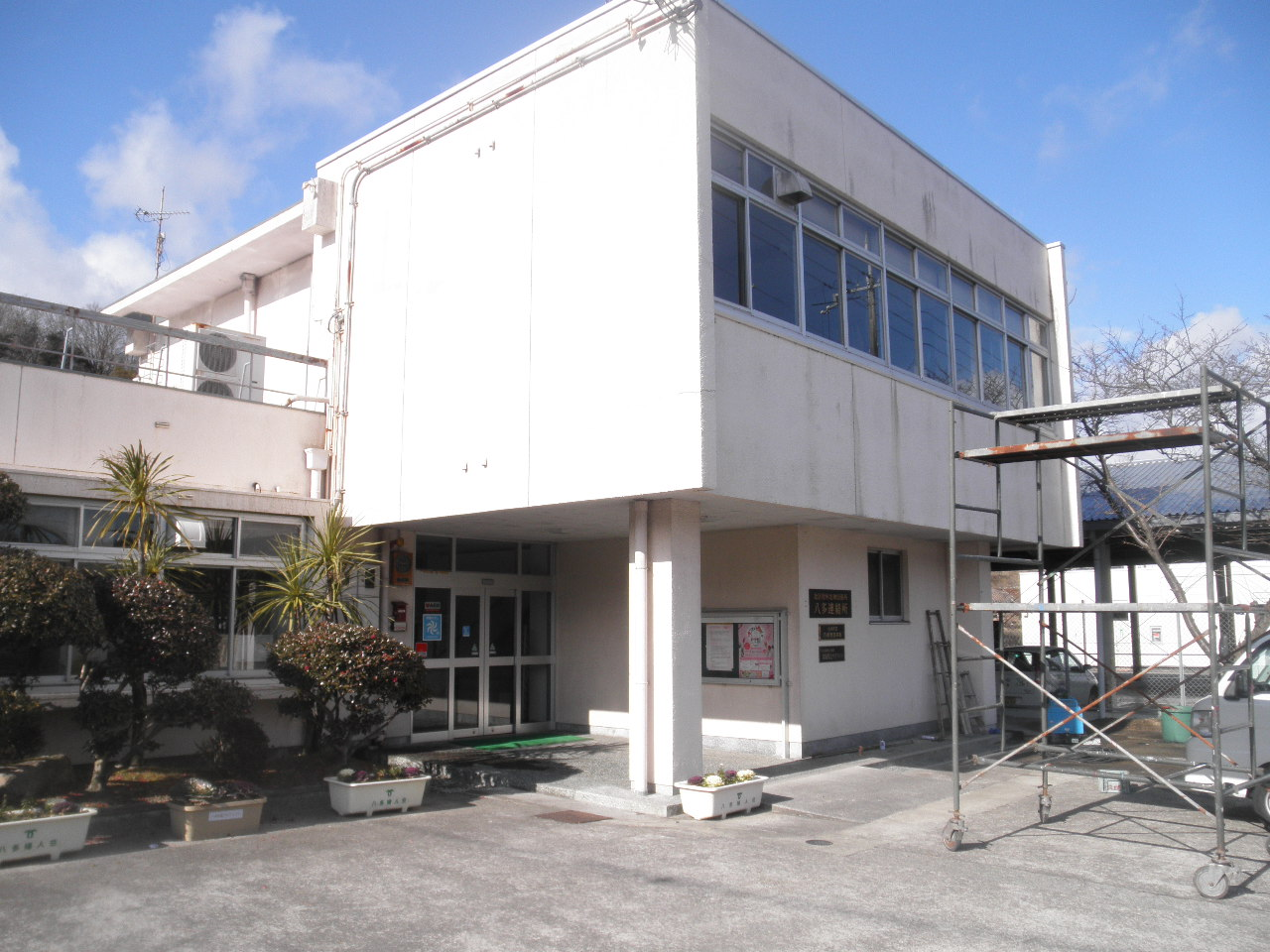
八多出張所
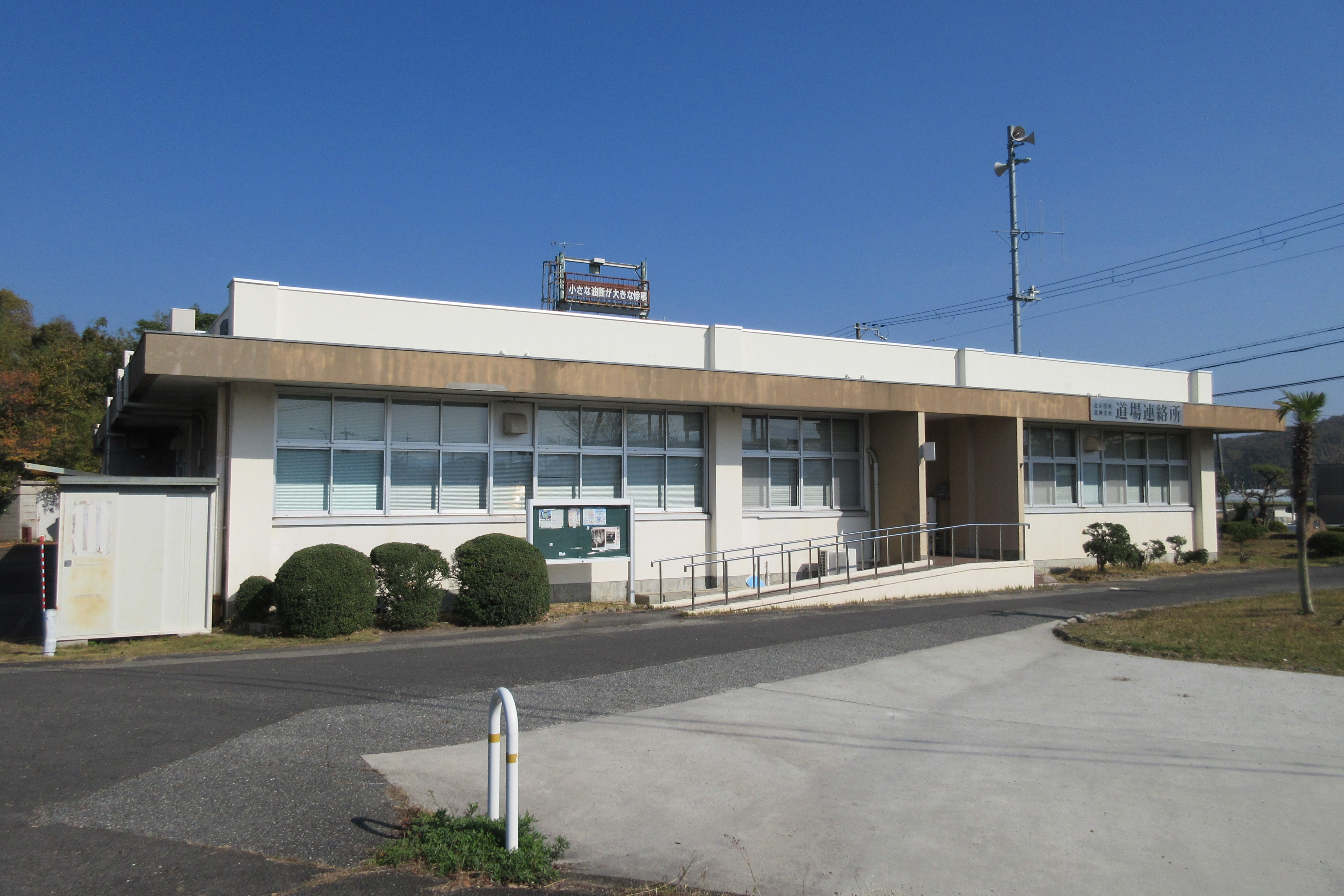
道場出張所
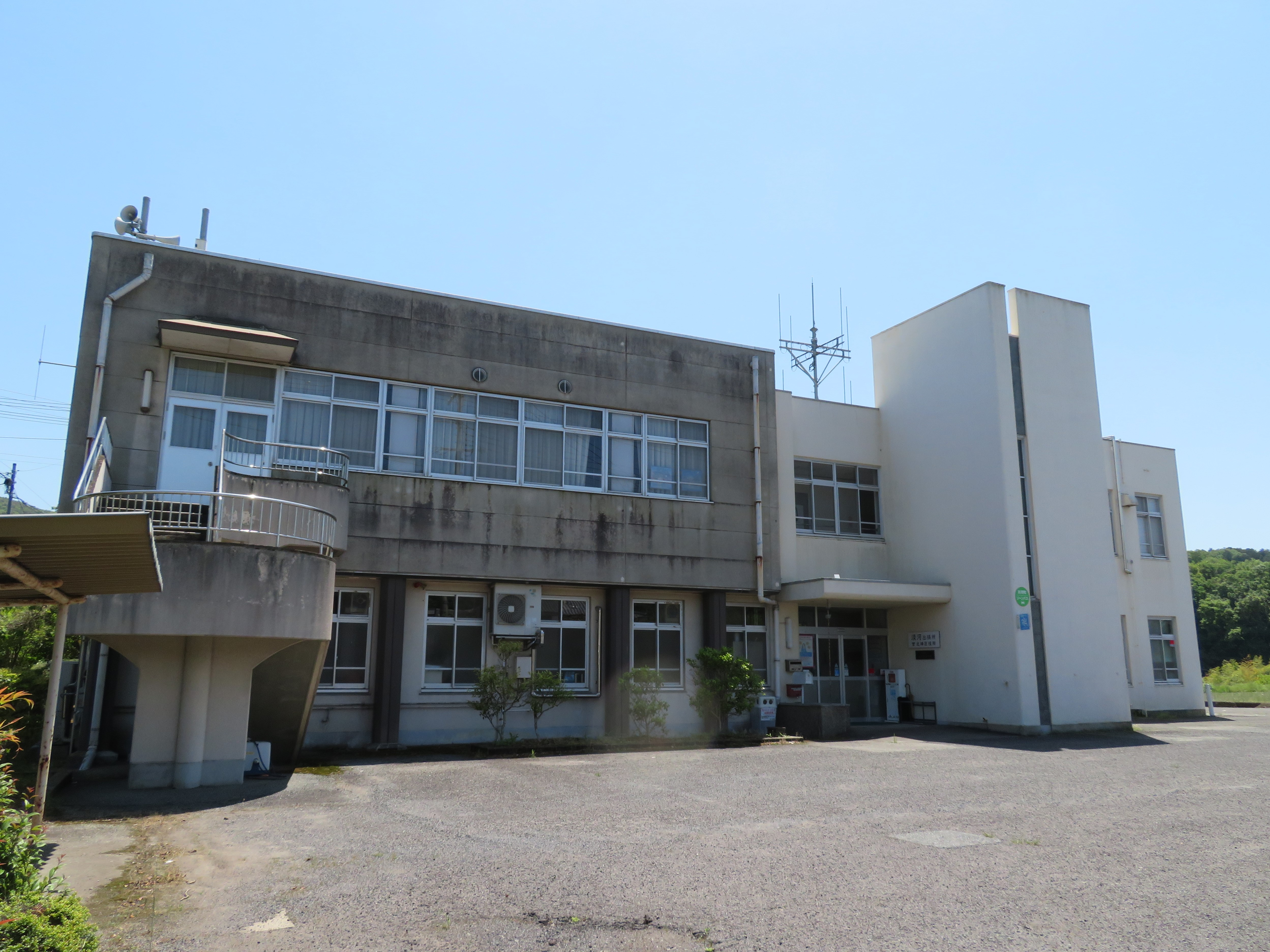
淡河出張所

### 警察・消防
- 神戸北警察署[24]
- 有馬警察署[24]
- 神戸市北消防署[24]
  - 北神分署

### 公共施設
- 神戸市立北図書館[25]
- 神戸市立北神図書館[26]
- 神戸市立北区文化センター
- 神戸市立北神区文化センター
- 神戸市動物管理センター[24]
- 神戸市立神戸セミナーハウス[17]

## 経済

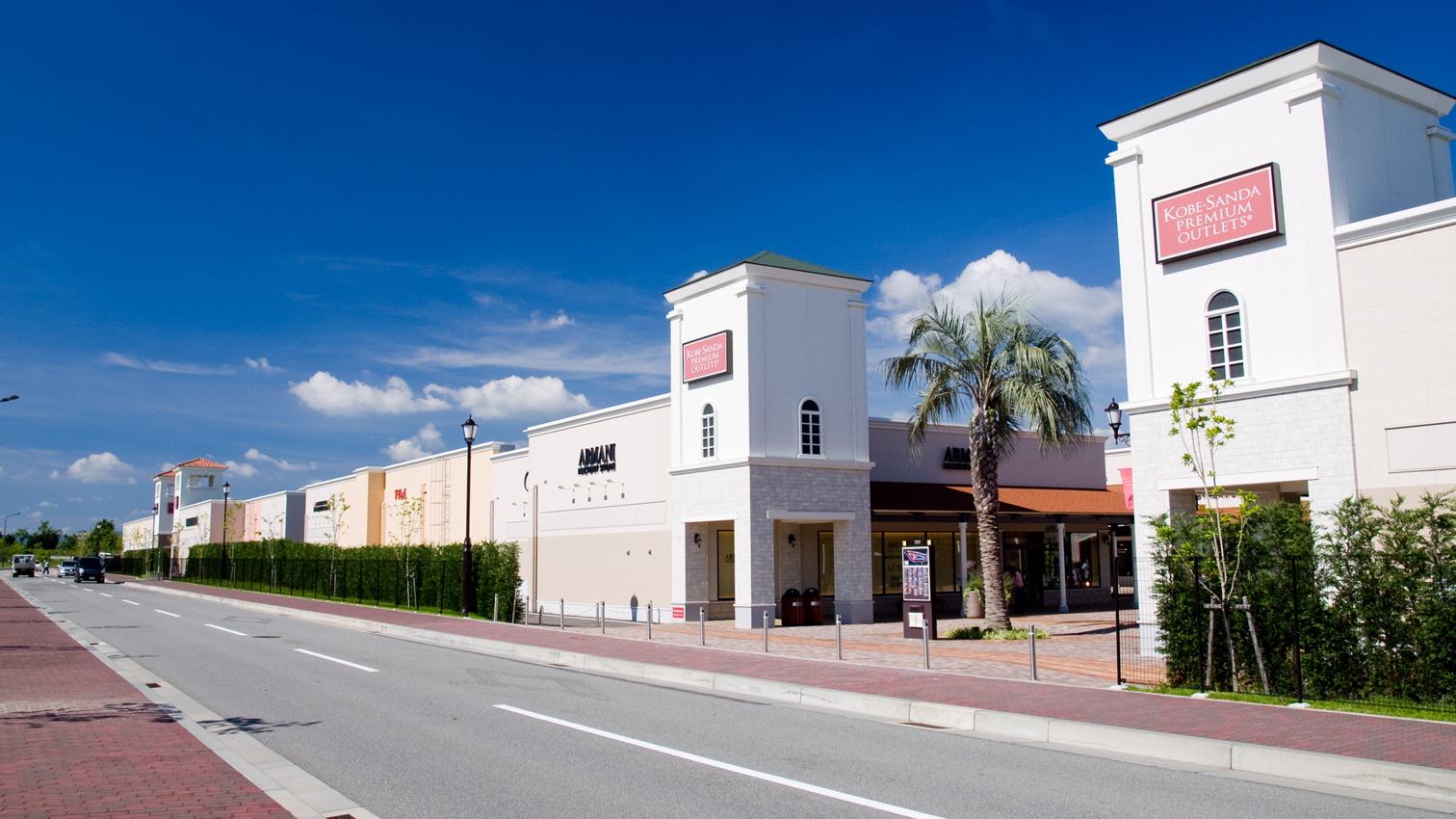
神戸三田プレミアム・アウトレット

### 農業
有野町二郎では苺の栽培が盛んであり、八多・淡河地区では灘五郷の原材料である酒米・花き・果物を生産している。
- 兵庫六甲農業協同組合（JA兵庫六甲）本店

### 工業
- かねふくめんたいパーク神戸三田
- キリンビール神戸工場

### 商業
- 有馬温泉街
- イオンモール神戸北
- エコール・リラ ショッピングセンター
- コアキタマチショッピングセンター
- 神戸三田プレミアムアウトレット
- ステップガーデン藤原台
- ベルスト鈴蘭台

### 特産物
- 米[6]
- ゆり（新鉄砲ゆり）[6]
- イチゴ[12]
- カーネーション[16]
- そば（十割そば）[6]
- 菊[10]
- 炭酸せんべい
- 有馬筆

### 北区に本社を置く企業
- 有馬グランドホテル
- 神鉄バス
- 竹芸有馬籠くつわ
- ヒョウ工務店

#### 過去に本社を置いていた企業
- 神戸電鉄
- 北神急行電鉄

## 地域

### 病院
- 有馬温泉病院
- 大池病院
- 恒生病院・恒生かのこ病院
- 顕修会すずらん病院
- 神戸アドベンチスト病院
- 地域医療機能推進機構神戸中央病院
- 神戸ほくと病院
- 済生会兵庫県病院
- 兵庫県立ひょうごこころの医療センター
- 真星病院
- 松田病院
- 甲北病院
- 春日病院
- 有泉病院
- 神戸リハビリテーション病院
- アネックス湊川ホスピタル

### 生活
上水道
- 神戸市水道局北センター
- 神戸市水道局北神浄水事務所

下水道
- 神戸市建設局中央水環境センター

ゴミ処理
- 神戸市環境局北事業所
- 神戸市環境局淡河環境センター
- 神戸市環境局リサイクル工房ほくしん

公共墓地・斎場
- 神戸市立墓園 鵯越墓園
- 神戸市立鵯越斎場[24]
- 神戸市立有馬斎場[24]

### 教育

#### 大学
- 神戸親和大学

#### 高等学校
- 兵庫県立神戸北高等学校
- 兵庫県立神戸甲北高等学校
- 兵庫県立神戸鈴蘭台高等学校
- 神戸弘陵学園高等学校

#### 義務教育学校
- 神戸市立義務教育学校八多学園

#### 中学校
- 神戸市立有馬中学校
- 神戸市立有野中学校
- 神戸市立有野北中学校
- 神戸市立唐櫃中学校
- 神戸市立大池中学校
- 神戸市立山田中学校
- 神戸市立広陵中学校
- 神戸市立桜の宮中学校

- 神戸市立小部中学校
- 神戸市立大原中学校
- 神戸市立鈴蘭台中学校
- 神戸市立星和台中学校
- 神戸市立鵯台中学校
- 神戸市立北神戸中学校
- 神戸市立大沢中学校
- 神戸市立淡河中学校

#### 小学校
- 神戸市立有馬小学校
- 神戸市立有野小学校
- 神戸市立ありの台小学校
- 神戸市立藤原台小学校
- 神戸市立西山小学校
- 神戸市立鹿の子台小学校
- 神戸市立唐櫃小学校
- 神戸市立大池小学校
- 神戸市立花山小学校
- 神戸市立谷上小学校
- 神戸市立箕谷小学校
- 神戸市立桂木小学校
- 神戸市立広陵小学校
- 神戸市立筑紫が丘小学校
- 神戸市立桜の宮小学校
- 神戸市立甲緑小学校

- 神戸市立山田小学校
- 神戸市立小部東小学校
- 神戸市立小部小学校
- 神戸市立泉台小学校
- 神戸市立鈴蘭台小学校
- 神戸市立北五葉小学校
- 神戸市立南五葉小学校
- 神戸市立君影小学校
- 神戸市立星和台小学校
- 神戸市立ひよどり台小学校
- 神戸市立藍那小学校
- 神戸市立道場小学校
- 神戸市立大沢小学校
- 神戸市立長尾小学校
- 神戸市立好徳小学校
- 神戸市立淡河小学校[27]

#### 特別支援学校
- 兵庫県立神戸特別支援学校

#### 文部科学省認可外の教育施設
- 神戸改革派神学校

#### かつて存在した学校
- 兵庫県立鈴蘭台高等学校
- 兵庫県立鈴蘭台西高等学校
- 神戸市立兵庫商業高等学校
- 神戸市立楠高等学校有野分校
- エドモンズ大学日本校
- 神戸市立有野台小学校
- 神戸市立有野東小学校
- 神戸市立八多中学校
- 神戸市立八多小学校

### 郵便局

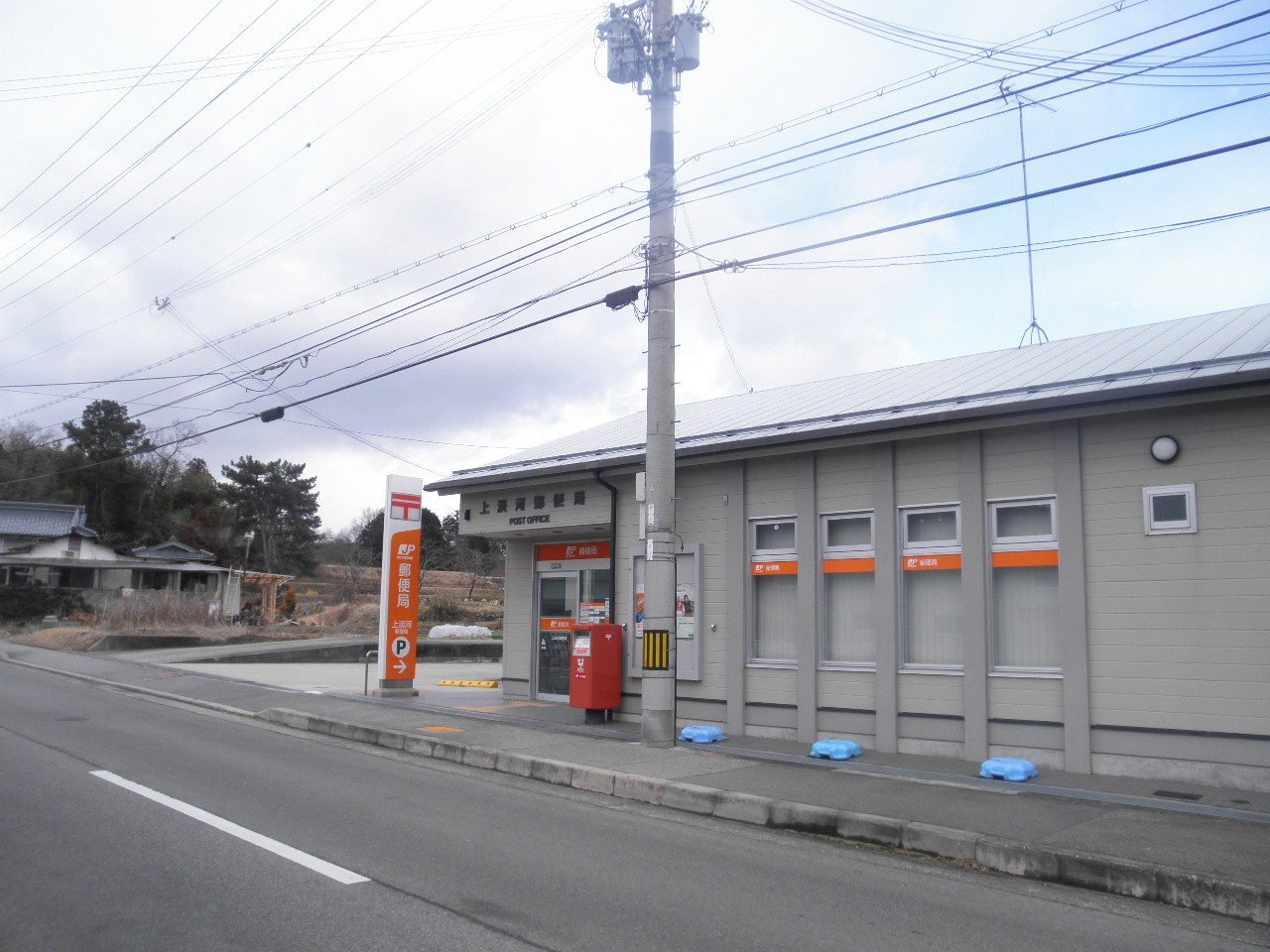
神戸北郵便局
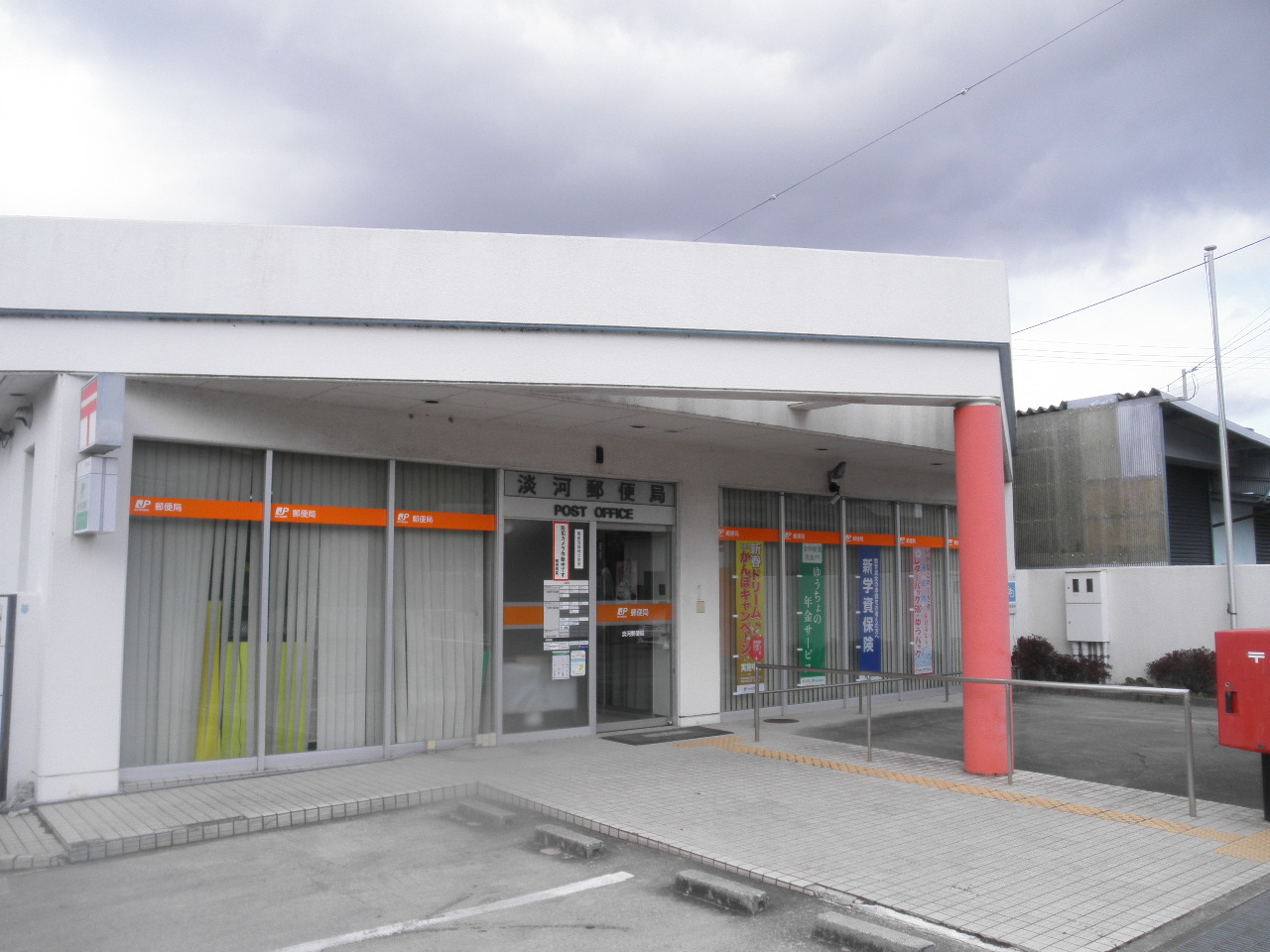
有野郵便局
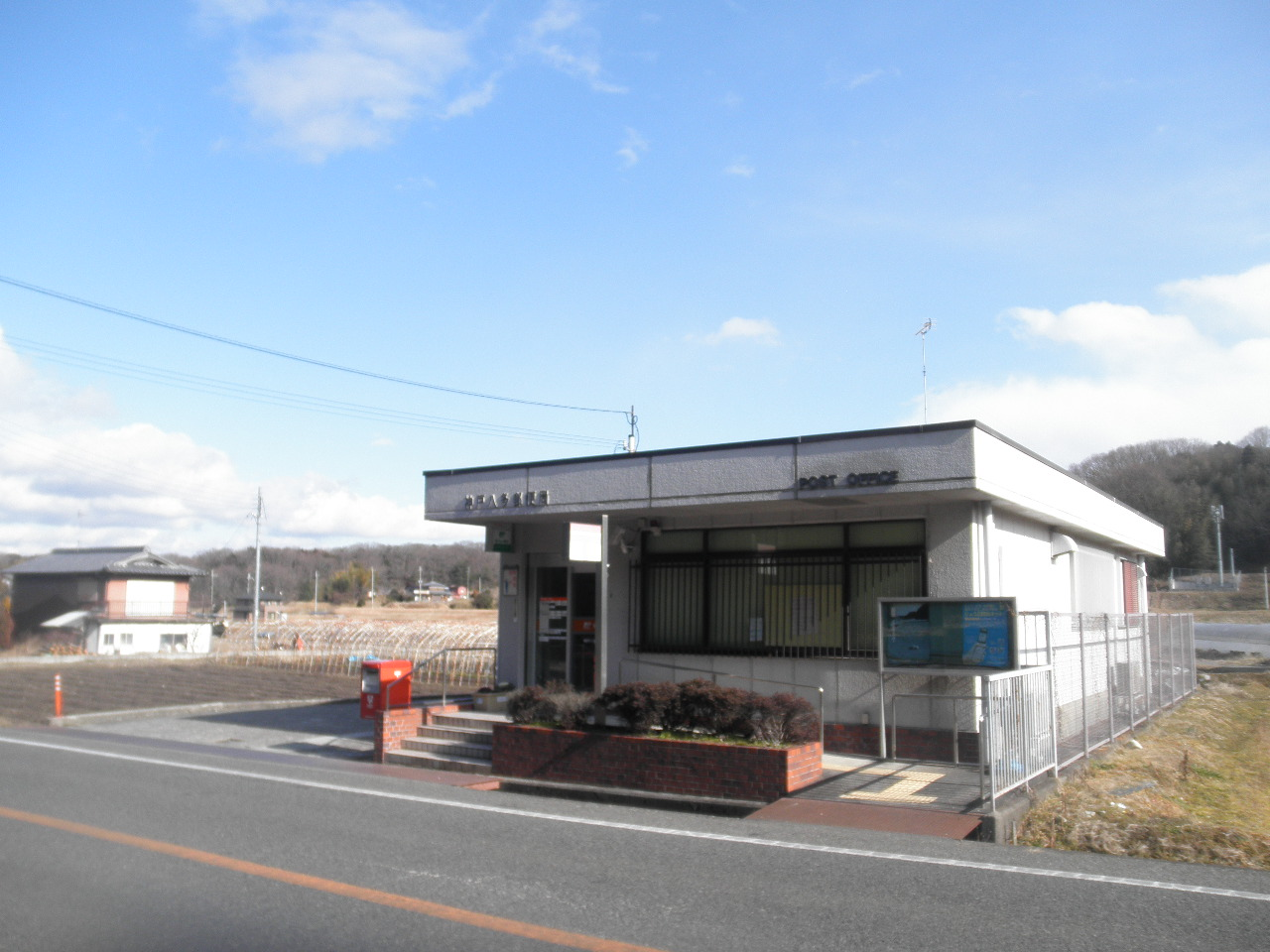
神戸山田郵便局
- 山田中簡易郵便局
- 上淡河郵便局
- 神戸ひよどり台郵便局
- 神戸花山東郵便局
- 神戸山の街郵便局
- 神戸鹿の子台郵便局
- 神戸星和台郵便局

- 神戸泉台郵便局
- 神戸大沢郵便局
- 神戸大池郵便局
- 神戸筑紫が丘郵便局
- 神戸唐櫃郵便局
- 神戸八多郵便局
- 神戸北町郵便局
- 神戸北鈴蘭台郵便局
- 神戸有野岡場郵便局
- 神戸有野台郵便局

- 神戸有野平井郵便局
- 神戸鈴蘭台西郵便局
- 神戸鈴蘭台東郵便局
- 神戸鈴蘭台南郵便局
- 神戸鈴蘭台郵便局
- 淡河郵便局
- 長尾簡易郵便局
- 道場郵便局
- 有馬郵便局

- 上淡河郵便局
- 淡河郵便局
- 神戸八多郵便局

### 住宅団地
鈴蘭台地区
- 都市再生機構鈴蘭台第1団地
- 都市再生機構鈴蘭台第2団地
- 都市再生機構鈴蘭台第4団地
- 都市再生機構鈴蘭台第5団地
- 都市再生機構ひよどり台中央団地
- 都市再生機構ひよどり台団地
- 県営鈴蘭台住宅
- 市営桜の宮住宅
- 市営新桜の宮住宅（市営桜の宮住宅を建て替えた住宅団地）
- 市営鈴蘭台東住宅
- 市営ひよどり台住宅
- 鈴蘭台第3住宅
- 鈴蘭台第6住宅
- 鈴蘭台第7住宅
- 鈴蘭台ハウス
- メゾン北鈴
- ひよどり台団地

山田地区
- 都市再生機構花山東団地
- 市営西大池住宅
- 市営山の街住宅

有野地区
- 都市再生機構有野団地
- 市営有野住宅
- 市営唐櫃住宅
- 市営からと中央住宅（市営唐櫃住宅を建て替えた住宅団地）
- 有野台住宅
- 有野団地
- ソリステ神戸藤原台
- イトーピア神戸藤原台
- ユニハイム神戸唐櫃台

長尾地区
- 都市再生機構鹿の子台北ハイツ
- 県営鹿の子台南住宅
- 市営鹿の子台南住宅
- アヴニール鹿の子台

その他の地区
- 市営有馬住宅

## 交通

### 鉄道路線
- 西日本旅客鉄道（JR西日本）
  - 福知山線（JR宝塚線）：道場駅

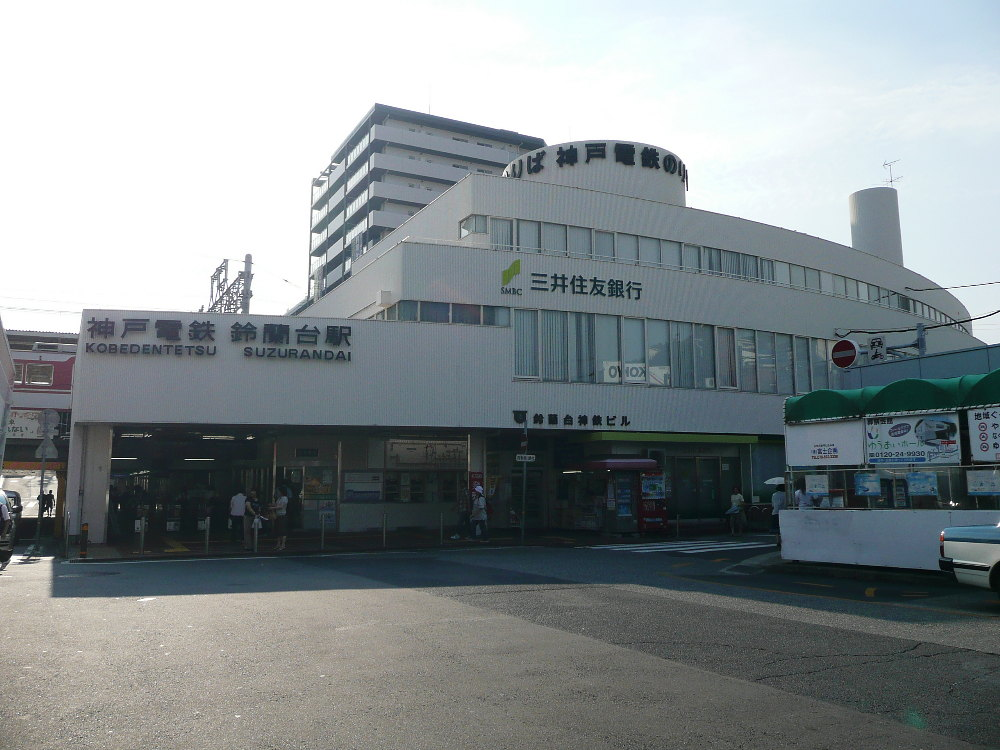
旧鈴蘭台駅

  - その他、山陽新幹線が新神戸駅 - 西明石駅間の神戸トンネル内で当区南部（ひよどり台周辺）を通過している。
- 神戸電鉄
  - 有馬線：鈴蘭台駅 - 北鈴蘭台駅 - 山の街駅 - 箕谷駅 - 谷上駅 - 花山駅 - 大池駅 - 神鉄六甲駅 - 唐櫃台駅 - 有馬口駅 - 有馬温泉駅
  - 三田線：有馬口駅 - 五社駅 - 岡場駅 - 田尾寺駅 - 二郎駅 - 道場南口駅 - 神鉄道場駅
  - 粟生線：鈴蘭台駅 - 鈴蘭台西口駅 - 西鈴蘭台駅 - 藍那駅
  - その他、公園都市線が横山駅 - フラワータウン駅（いずれも三田市）間で当区を通過している。
- 神戸市営地下鉄
  - 北神線：谷上駅
- 神戸すまいまちづくり公社六甲有馬ロープウェー
  - 有馬温泉駅

### バス路線
高速・特急バス
- 長尾BS（中国自動車道）
  - 中国ハイウェイバス
- 淡河BS（山陽自動車道）
  - 大阪空港―姫路駅
- 八多BS（山陽自動車道）
  - 大阪空港―姫路駅
- 鹿の子台西口
- 吉尾インター
- 上津台1丁目西
- フルーツパーク
- イオンモール神戸北
- 神戸三田プレミアム・アウトレット
  - 特急三ノ宮線

一般路線
- 神姫バス
- 阪急バス
- 神鉄バス
- 神戸市営バス
- みなと観光バス

### 道路

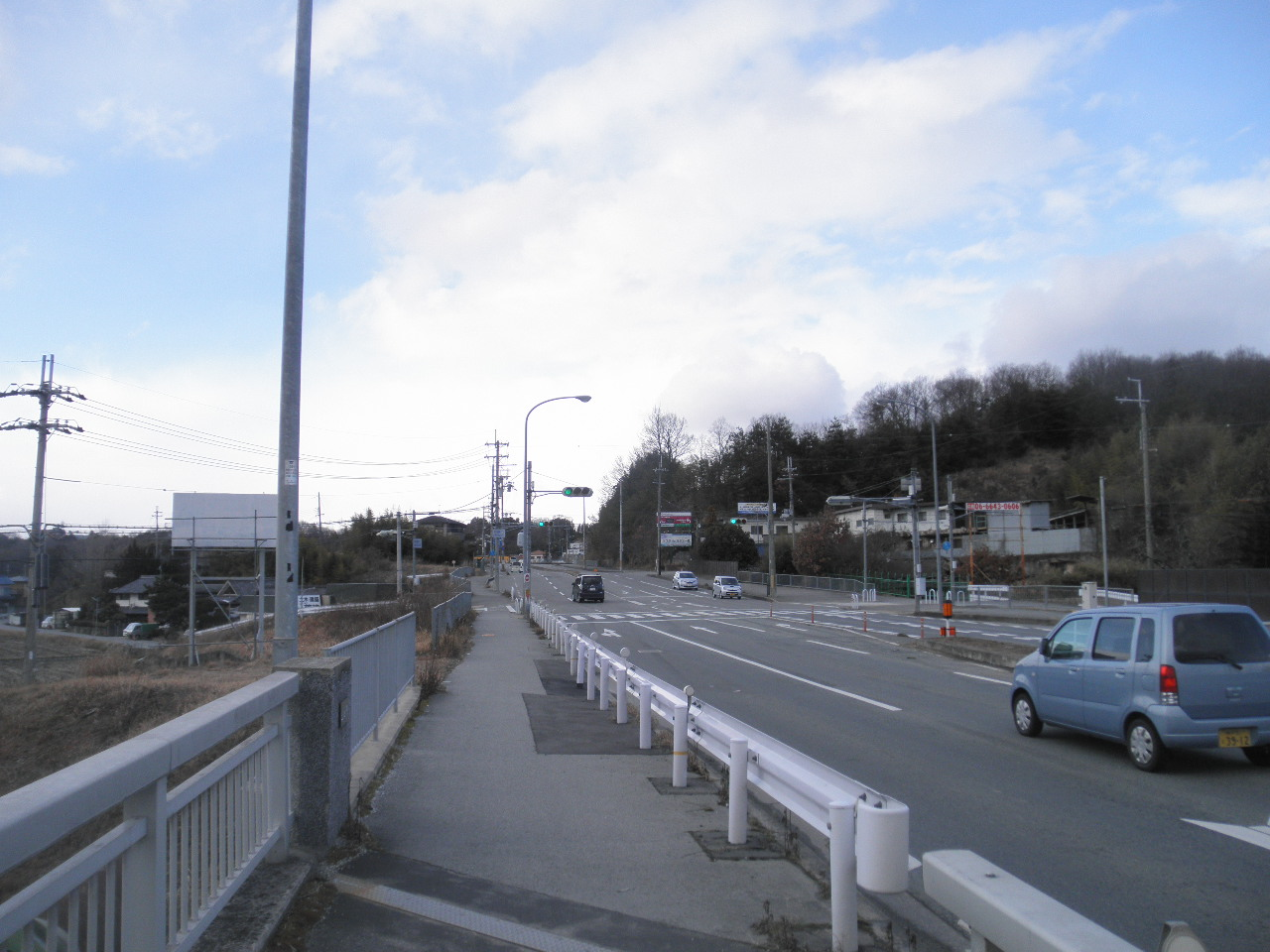
大阪と福知山を結ぶ国道176号（道場町日下部で撮影）

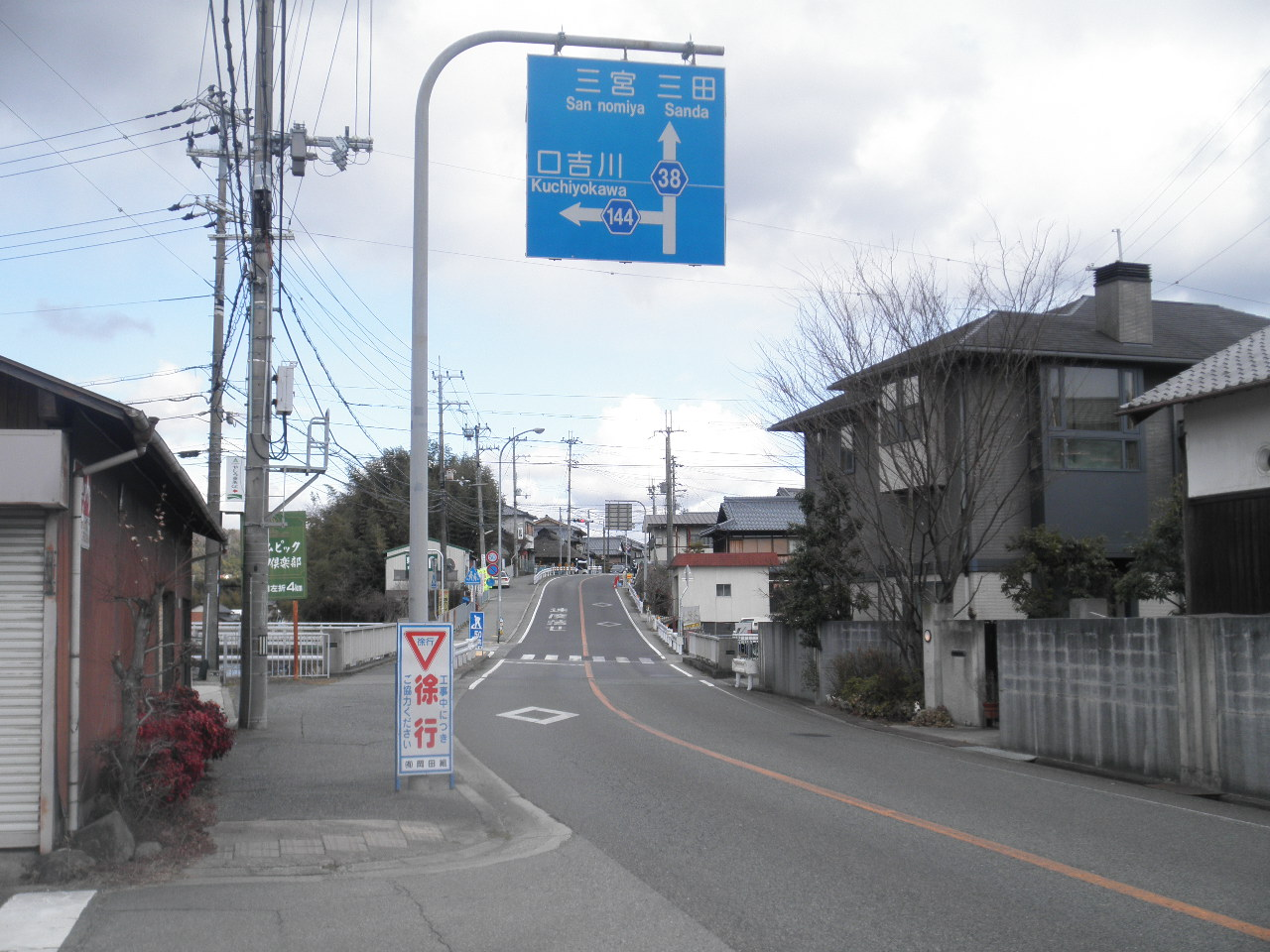
田園地帯を結ぶ兵庫県道38号三木三田線（道場町日下部で撮影）

高速自動車国道：神戸ジャンクションで以下の路線が交差接続している。
- 新名神高速道路
- 中国自動車道
  - 神戸三田IC
- 山陽自動車道
  - 神戸北IC

一般有料道路
- 阪神高速道路
  - 7号北神戸線
  - 32号新神戸トンネル
- 六甲有料道路
- 六甲北有料道路
- 芦有ドライブウェイ

一般国道：神戸市内は全線が神戸市管理である。
- 国道176号
- 国道428号

主要地方道：神戸市内は全線が神戸市管理である。
- 兵庫県道15号神戸三田線
- 兵庫県道16号明石神戸宝塚線
- 兵庫県道17号西脇三田線
- 兵庫県道38号三木三田線
- 兵庫県道51号宝塚唐櫃線
- 兵庫県道52号小部明石線
- 兵庫県道73号山田三田線
- 兵庫県道82号大沢西宮線
- 兵庫県道85号神戸加東線
- 兵庫県道98号有馬山口線

その他の県道：神戸市内は全線が神戸市管理である。
- 兵庫県道144号西脇口吉川神戸線
- 兵庫県道195号岡場停車場線
- 兵庫県道196号五社停車場線
- 兵庫県道197号鈴蘭台停車場線
- 兵庫県道327号切畑道場線
- 兵庫県道506号市野瀬有馬線

## 名所・旧跡・観光スポット・祭事・催事
- 有馬温泉

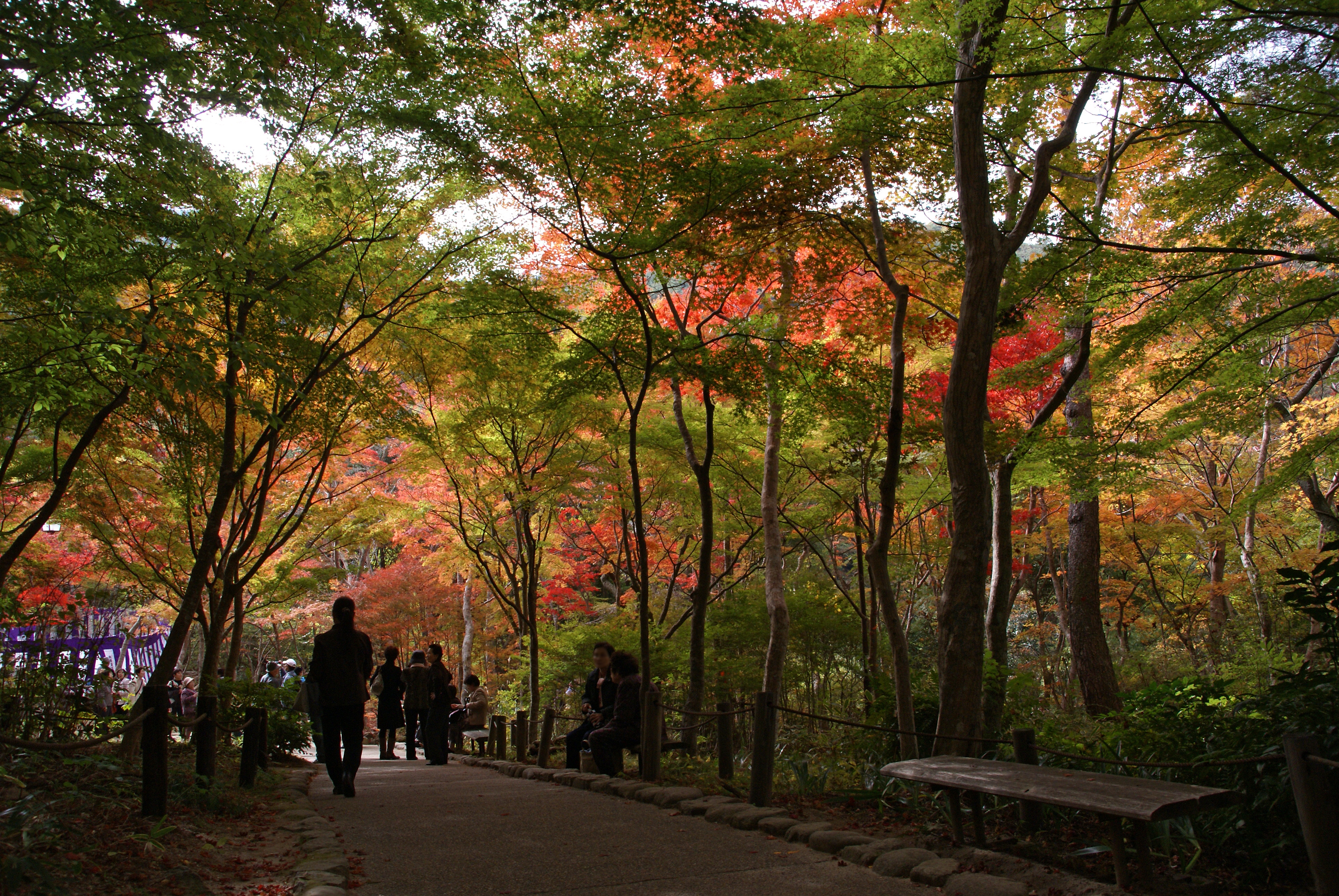
有馬温泉郷（瑞宝寺公園）

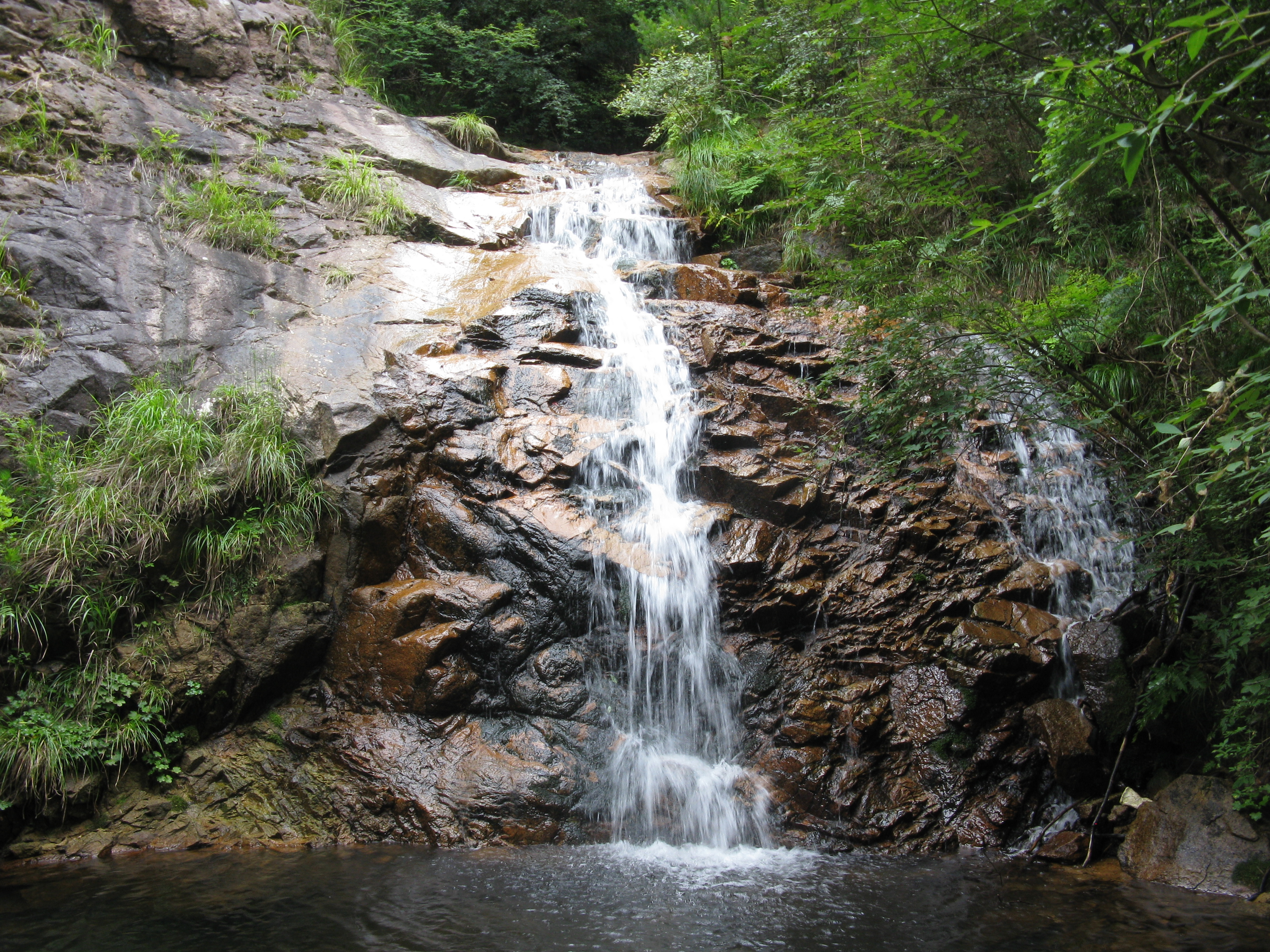
大池地獄谷の地獄大滝

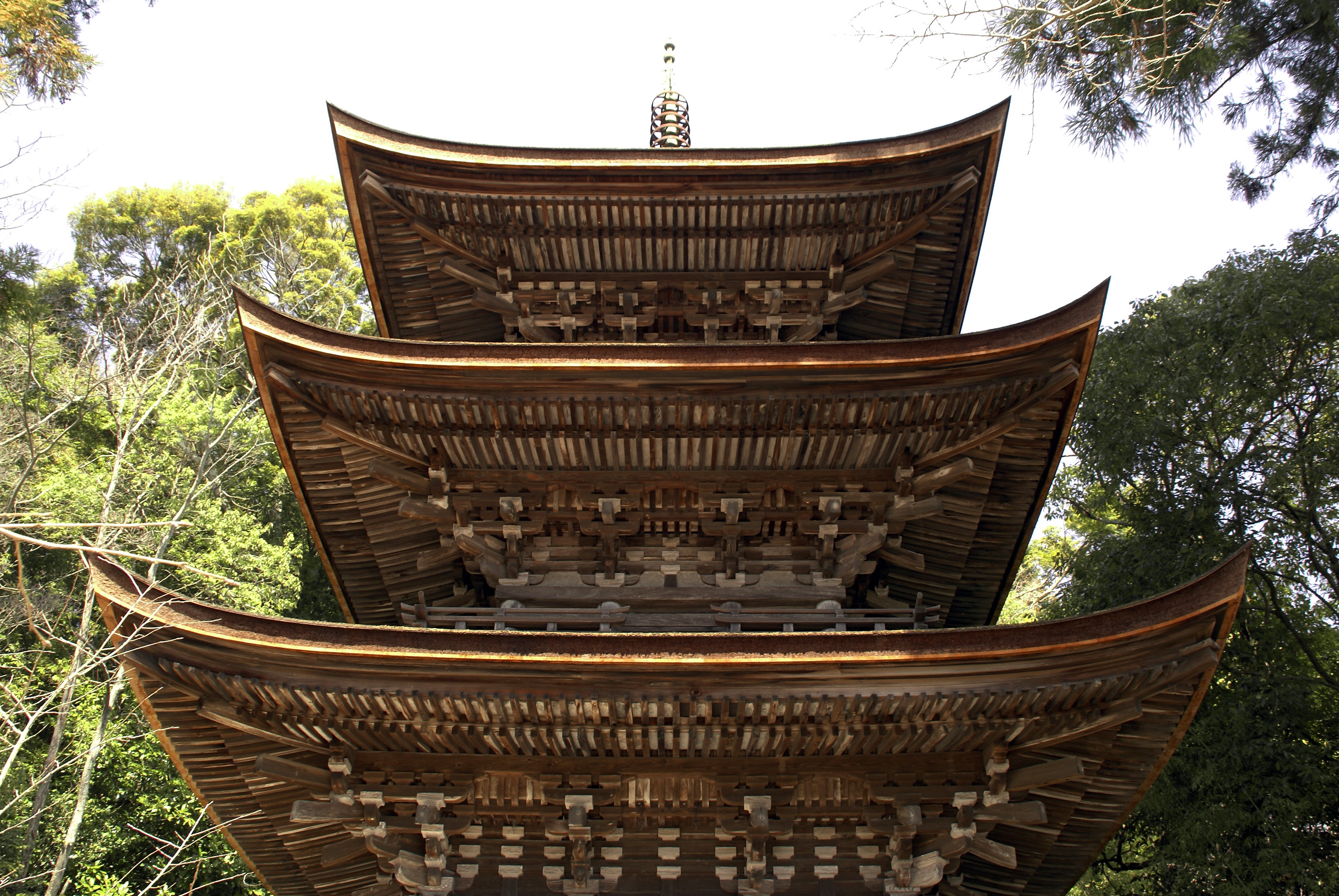
六條八幡宮三重塔

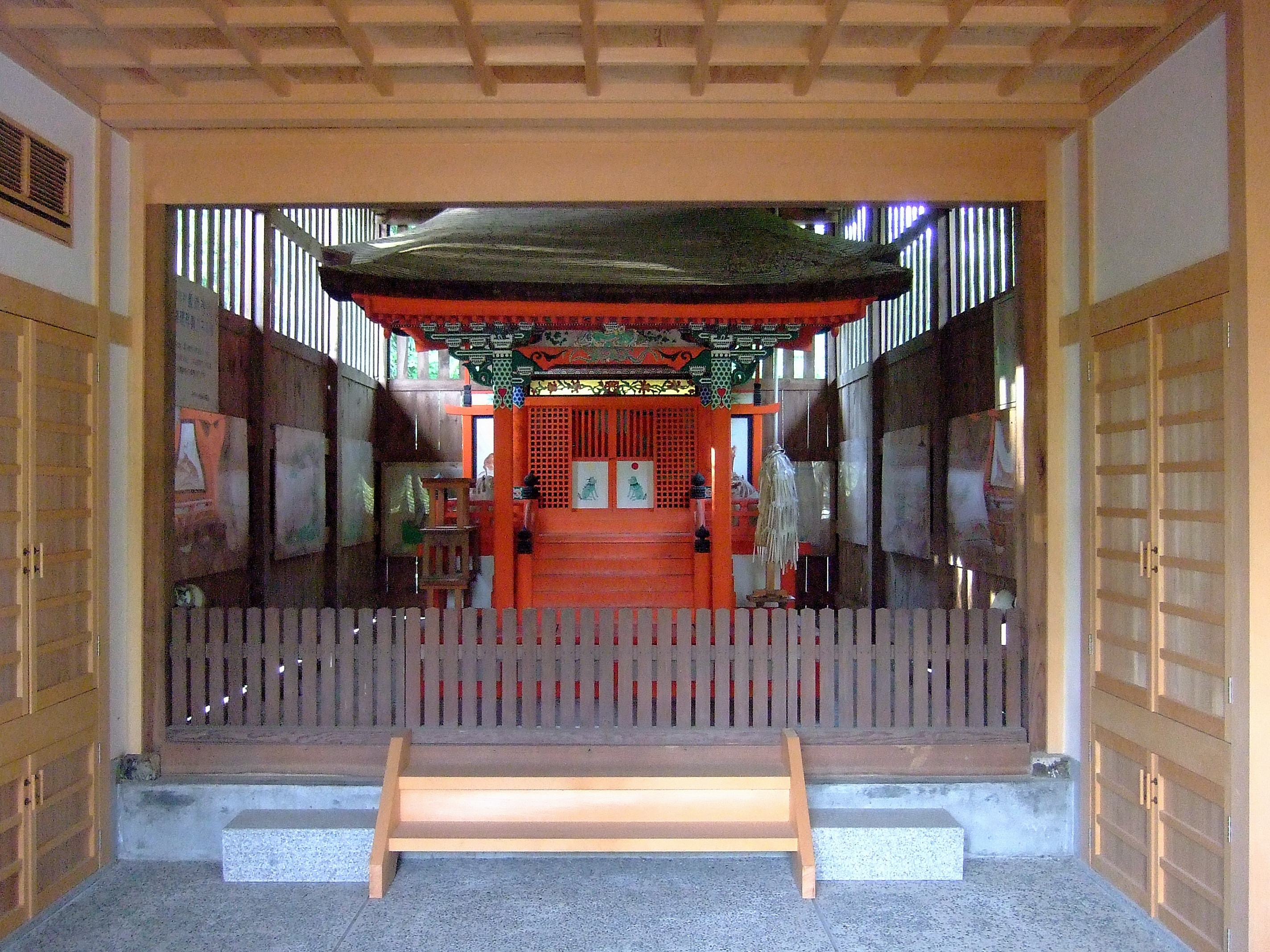
豊歳神社

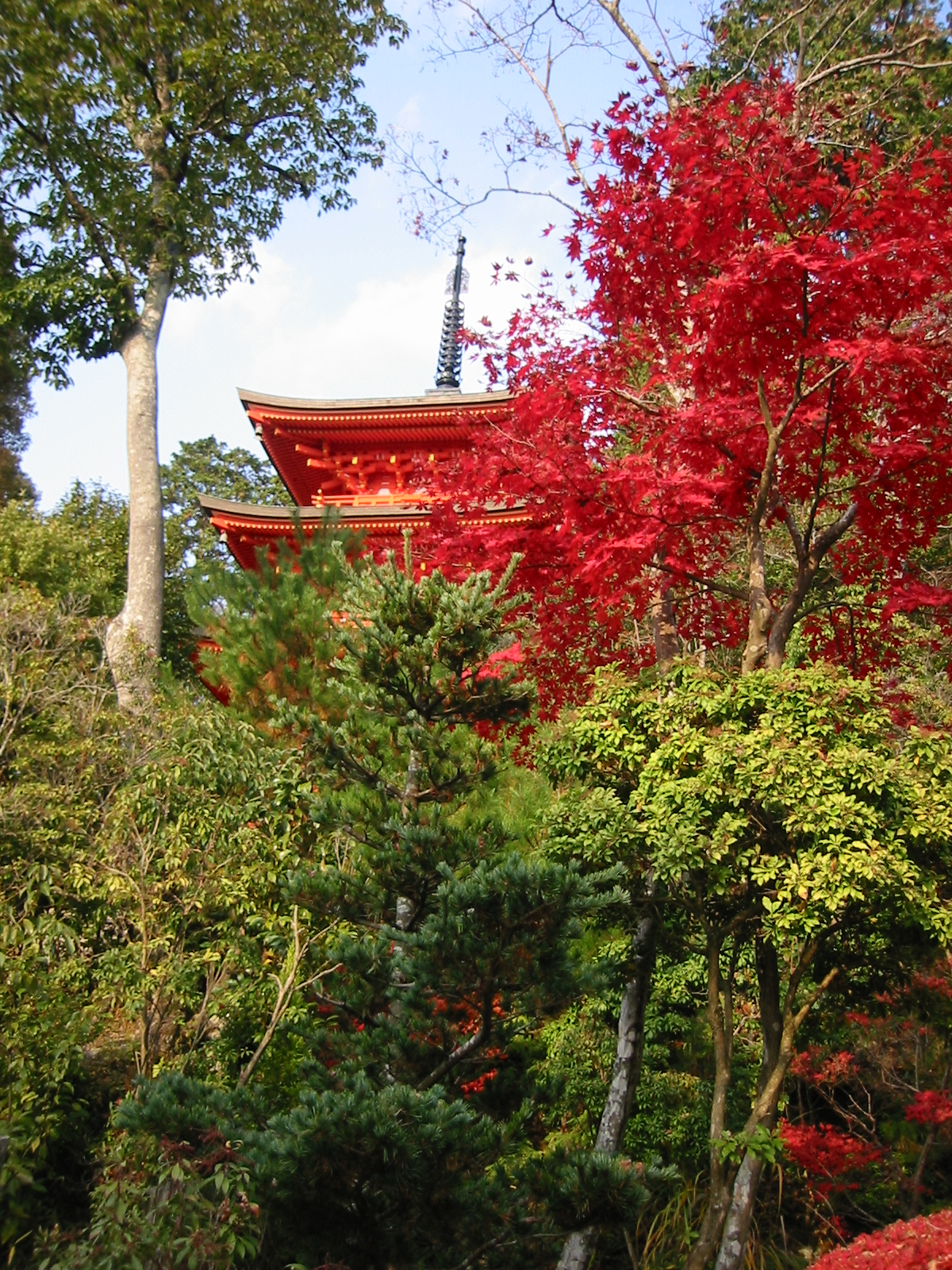
鏑射寺

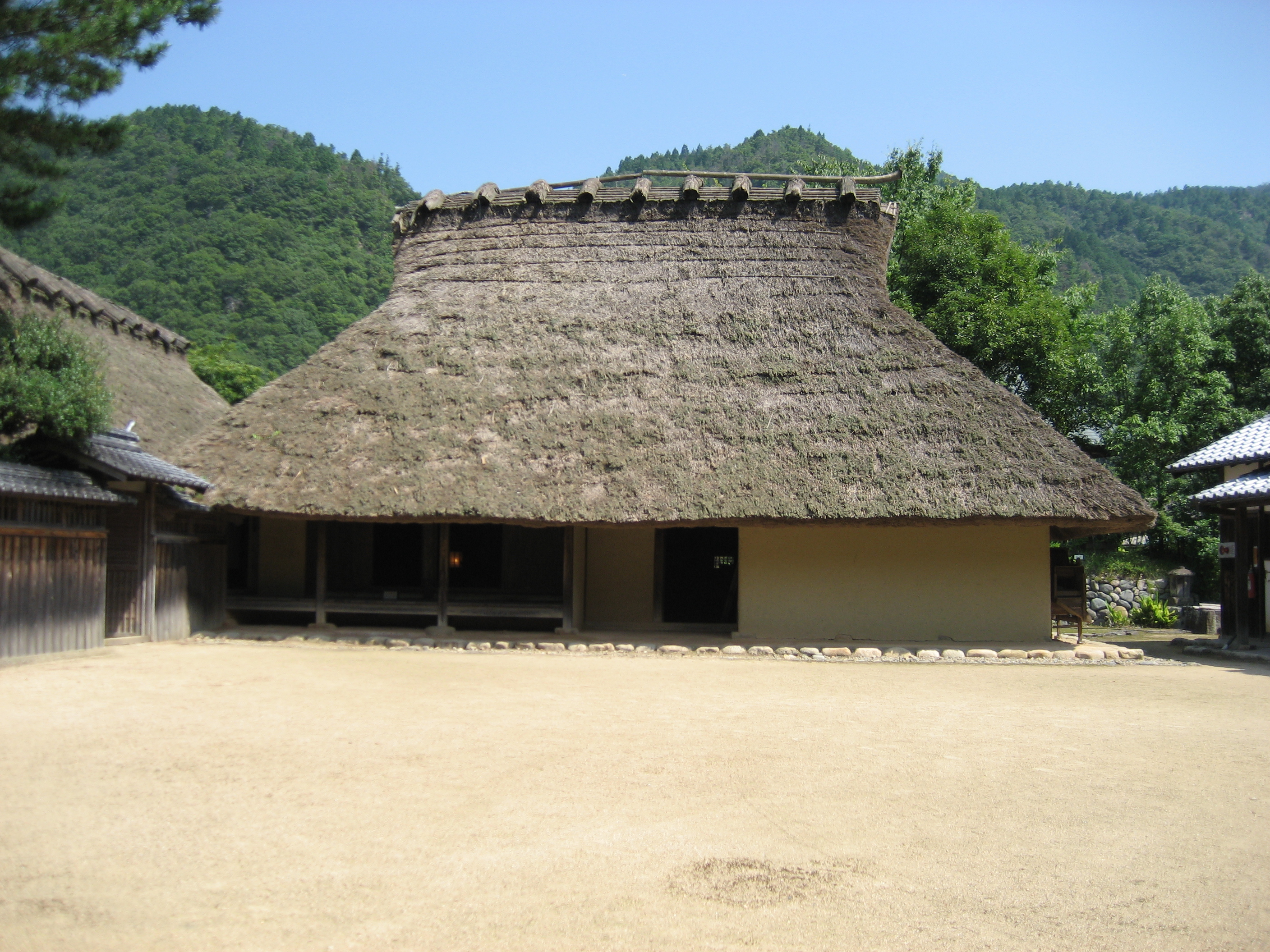
箱木家住宅

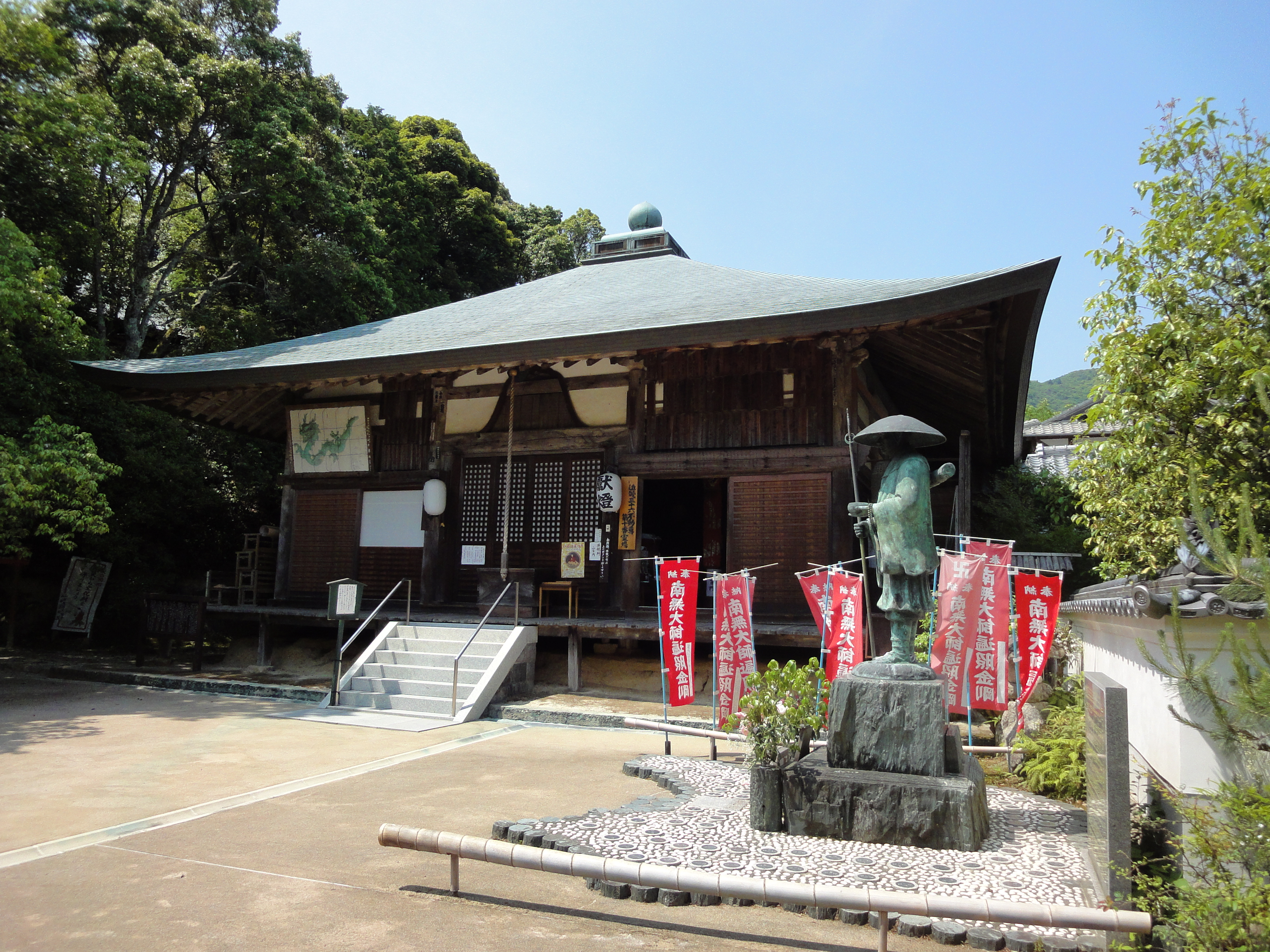
無動寺

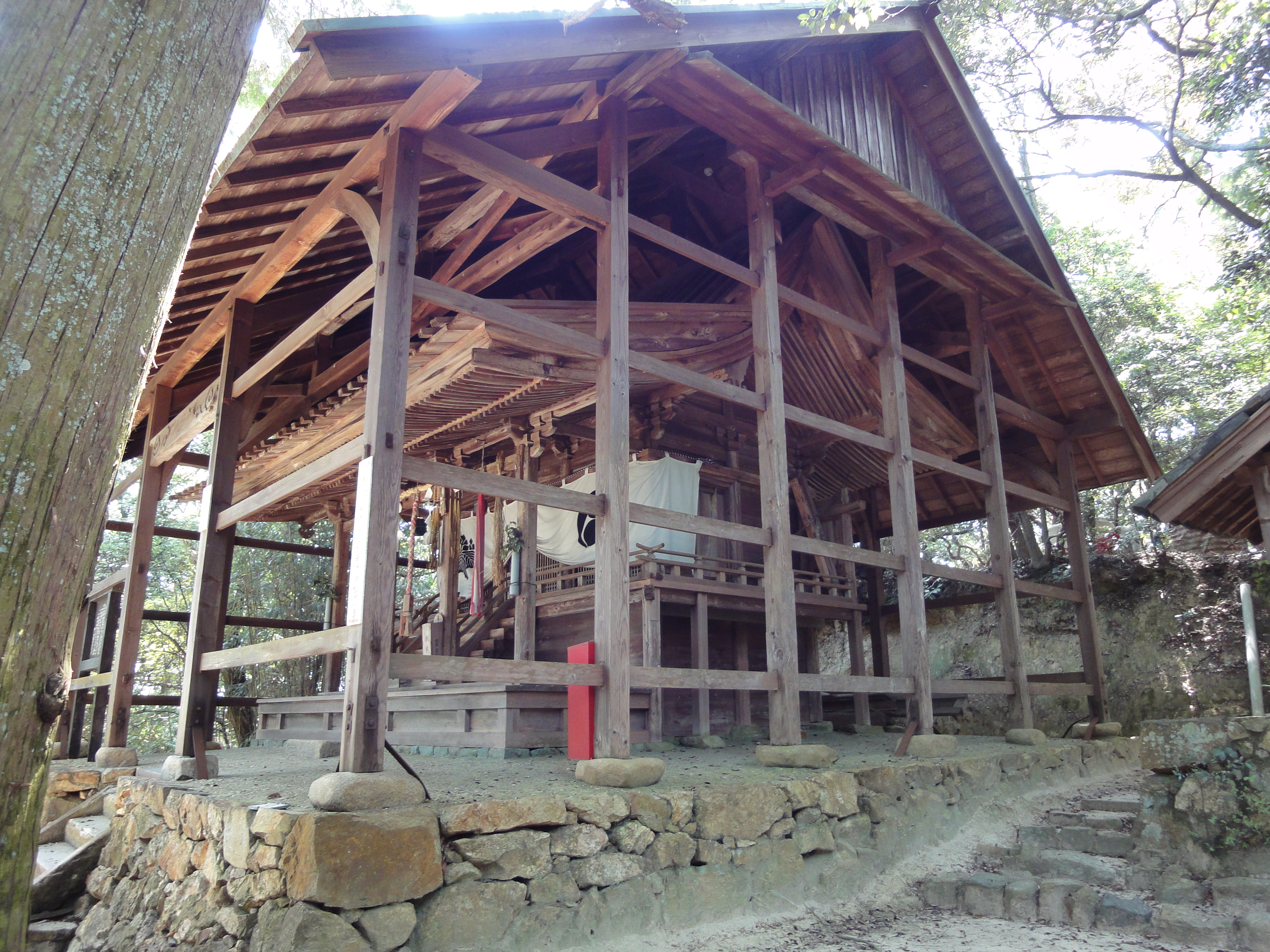
無動寺若王子神社

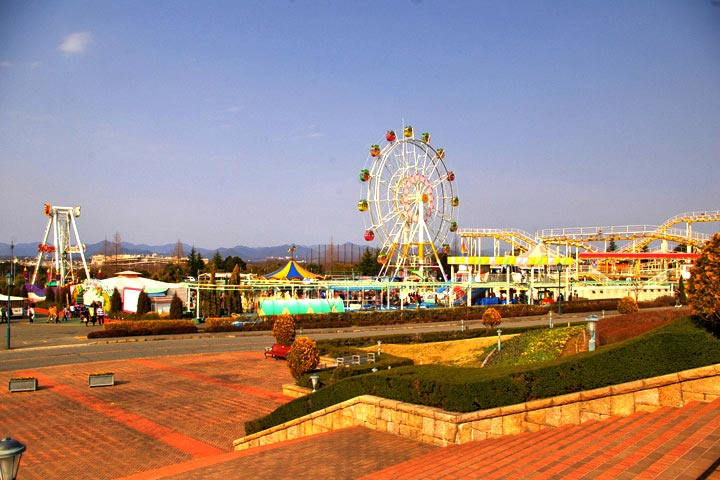
道の駅神戸フルーツ・フラワーパーク 大沢

  - 有馬川 - 有馬四十八滝 - 紅葉谷 - 地獄谷 - 瑞宝寺公園 - 愛宕山公園 - 鼓ヶ滝公園 - ゆけむり広場 - ねがいの庭 - 湯本坂 - 金の湯 - 銀の湯 - 太閤の湯 - 有馬稲荷神社 - 温泉寺 - 極楽寺 - 念仏寺 - 湯泉神社 - 妙見寺 - 寶泉寺 - 善福寺 - 林渓寺 - 温泉寺御祖師庵 - 神戸市立太閤の湯殿館 - 有馬の工房 - 有馬玩具博物館 - 有馬切手文化博物館 - 太閤橋 - ねね橋 - 有馬温泉駅 - 六甲有馬ロープウェー
- 伊屋ヶ谷
- 大池地獄谷 - 水晶山中腹の谷。地獄大滝が有名。
- 梵天滝
- 鎌倉峡
- 徳川道
- 六條八幡宮 - 重要文化財の三重塔を有する。
  - 流鏑馬神事
- 有間神社
- 八多神社
- 塩田八幡宮 - 平安時代初期創建、旧郷社、江戸時代初期（1657年）再建の本殿は「神戸建築百選93」に入る。
- 豊歳神社
- 淡河八幡神社
  - 御弓神事
- 無動寺
  - 若王子神社（重要文化財）
- 多聞寺
- 鏑射寺
- 石峯寺 - 重要文化財の三重塔を有する。
- 神戸市立森林植物園
- 神戸市立外国人墓地
- しあわせの村
- 淡河城址
- 内田家住宅 - 通称「小部千年家」
- 箱木家住宅（重要文化財）- 「箱木千年家」と通称される日本最古の民家
- 南部家住宅
- 上谷上農村歌舞伎舞台 - 兵庫県指定重要有形民俗文化財
- 下谷上農村歌舞伎舞台 - 国の重要有形民俗文化財
- 北僧尾農村歌舞伎舞台 - 兵庫県指定重要有形民俗文化財（1970年）、現存する農村歌舞伎舞台では最古。
- 千苅ダム
- 千苅水源池
- キリンビアパーク神戸
- かねふくめんたいパーク神戸三田
- 六甲国際ゴルフ倶楽部（宮里藍 サントリーレディスオープンゴルフトーナメント）
- 武庫ノ台ゴルフコース
- 道の駅神戸フルーツ・フラワーパーク大沢
- 道の駅淡河
- 鵯越大仏
- 神戸三田プレミアム・アウトレット・イオンモール神戸北

### 公園

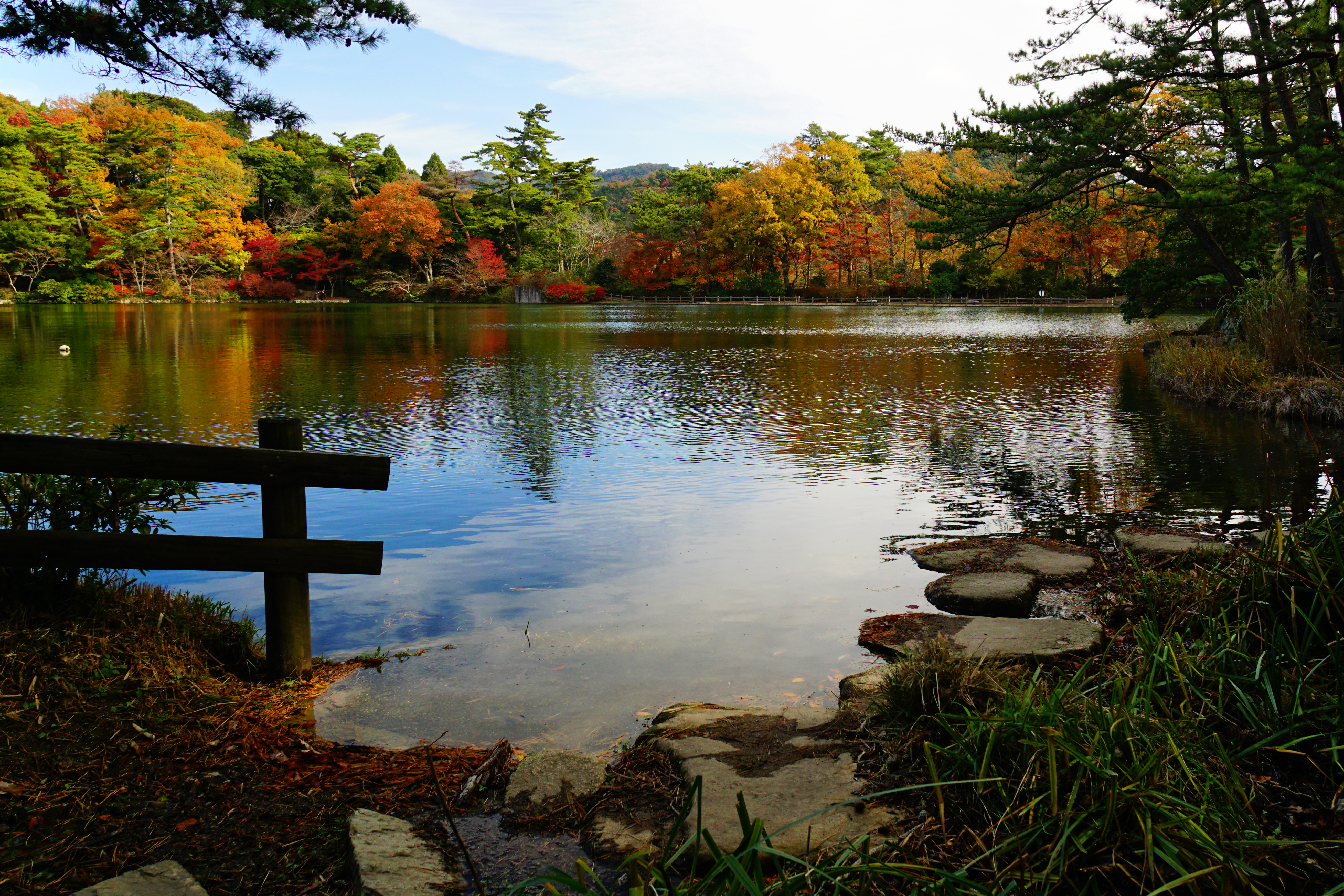
再度公園

- 国営明石海峡公園（神戸地区）
  - あいな里山公園
- 再度公園 - 洞川梅林
- 北神戸田園スポーツ公園
  - あじさいスタジアム北神戸
- 神戸青少年公園
- ひよどりごえ森林公園

## 著名人
出身者
- 朝原宣治 - 陸上選手
- 阿部宏美 - アナウンサー
- 石岡諒太 - 元プロ野球選手
- 伊東浩司 - 陸上選手
- 上原みなみ - 気象予報士
- 戎信行 - 元プロ野球選手
- 岡本晃 - 元プロ野球選手
- 奥谷通 - 元環境大臣政務官
- 金丸夢斗 - プロ野球選手
- 黒田哲史 - 元プロ野球選手・埼玉西武ライオンズコーチ
- 昌子源 - プロサッカー選手
- 田崎佑一 - 漫才師（藤崎マーケット）
- 辰己涼介 - プロ野球選手
- 玉野宏昌 - 元プロ野球選手
- 憧花ゆりの - 元宝塚歌劇団月組娘役
- 小林春彦 - 作家・コラムニスト・読者モデル・講演家
- 灰谷健次郎 - 児童文学作家
- 藤岡寛生 - 元プロ野球選手
- 堀内正美 - 俳優
- 宮崎雅夫 - 元農林水産大臣政務官
- 松岡大和 - ラグビー選手
- 村山実 - 元プロ野球選手・元阪神タイガース監督
- 森琴石 - 南画家
- 山脇延吉 - 元兵庫県会議長
- 富栄ドラム - 元大相撲力士・俳優
- 清水麻椰 - アナウンサー

## 郵便番号
郵便番号は以下の通りである。
- 神戸北郵便局：651-11xx
- 淡河郵便局：651-16xx
- 神戸山田郵便局：651-12xx
- 有野郵便局：651-13xx、651-14xx、651-15xx
- 兵庫郵便局（兵庫区）：652-00xx、652-08xx、652-85xx、652-86xx、652-87xx
- 宝塚郵便局（宝塚市）：665-00xx、665-08xx、665-85xx、665-86xx、665-87xx、669-11xx

## 電話番号
北区の電話番号の市外局番は「078」であるが道場町生野高原住宅のみ宝塚市と同じ「0797」である。市外局番は1971年（昭和46年）7月31日以前から山田・北・妙法寺・有馬・有野の各収容局が「078」で、市内局番は2桁であった（末尾に「1」が付いた。但し有馬を除く）。手動局だった旧有馬郡・旧美嚢郡域の市外局番は1976年（昭和51年）まで「078」ではなかった(但し、市外局番の上3桁は078であった)。また、道場地区は1986年まで三田市の局番であった（詳しくは日本における市外局番の変更#兵庫県078エリア（神戸市・明石市など）における変更を参照）。
市内局番は下記の通り。
- NTT西日本
  - 「078」
    - 58X局＝神戸山田収容局
    - 59X局＝神戸北収容局（北区鈴蘭台）
    - 74X局＝妙法寺収容局（須磨区）
    - 90X局＝有馬収容局（旧07890。1964年まで）
    - 950・954局＝大沢収容局（旧07803。1976年まで）
    - 958局＝上淡河収容局（旧07804。1976年まで）
    - 959局＝淡河収容局（旧07805。1976年まで）
    - 980〜984、987、988局＝有野収容局（旧07801（1969年まで）、07802（1976年まで））
    - 951〜952、985、986局＝道場収容局（旧07956。1986年まで）

  - 「0797」
    - 61〜65局＝名塩収容局（西宮市）（1980年代半ばまでは80番台だった）

## テレビ・ラジオの受信事情
- 北区でNHK総合テレビは摩耶山送信所を親局とする神戸局を摩耶山送信所・西宮山口中継局・妙法寺中継局からそれぞれアナログ2ch・デジタル1chで視聴されるのが一般的である。
- 北区は摩耶山山頂より北側に位置するため、大阪生駒山からの電波は届かない。そのためNHK神戸総合と同じ摩耶山送信所を親局とするサンテレビ・Kiss-FM KOBEを除き、摩耶山テレビ中継局からの受信となる。放送対象区域が大阪府のみを限定とするNHK大阪総合、テレビ大阪、FM大阪、FM802、FM COCOLOの受信ができない。兵庫県内にこれらの各局の中継局を設置するのは現行の法令では不可である。したがって北区以北・以西ではテレビ東京系列の番組を視聴できない（CATV加入を除く）。またKiss-FMは、2003年4月にJFNに加盟したため、TOKYO FM制作の番組は同局を通じて聴取可能となった。なお、他の在阪FM局の聴取は不可。また、一部の地域ではFM岡山やFM香川を受信可能な所もある。
- 北区西部の一部地域ではサンテレビと在阪広域民放各局 (MBS・ABC・KTV・ytv) に加えて岡山県・香川県の放送（RNC・KSB・RSK・TSC・OHK）をも直接受信が可能である。その地域では在阪テレビジョン放送局が受信できなかった1960年代末期までRNC(青峰送信所、9ch)やRSK(金甲山送信所、11ch)を視聴する世帯があった。
- 北区南部の一部高台ではテレビ和歌山（和歌山テレビ送信所・中継局。アナログ30ch・デジタル5ch）を直接受信可能な地域もある。